# L'Île-Rousse
L'Île-Rousse est une commune française située dans le département de la Haute-Corse et le territoire de la collectivité de Corse. La ville appartient à la piève d'Aregno, en Balagne.
L'Île-Rousse comporte un port de commerce qui est le 3e de Corse par l'importance du trafic de marchandises et passagers après Bastia et Ajaccio.
Devant sa façade maritime se situe l'île de la Pietra et l'île de Saletta, reliées à la terre par un comblement rocheux construit au milieu du XIXe siècle, l'Île-Rousse fut créée en 1758 et fondée en 1765 sous la République corse par Pascal Paoli selon les plans de Don Gregorio Salvini, d'où son surnom de « cité paoline ». Bâti entre la fin du XVIIIe siècle et le début du XIXe siècle, le centre-ville est doté d'un réseau quadrillé de rues étroites et rectilignes débouchant sur le littoral. Un buste de Pascal Paoli orne la grande place de la ville, qui porte son nom et fait face à l'église de l'Immaculée-Conception.

## Géographie

### Situation
L’Île-Rousse est une commune du littoral balanin, et un centre de la pieve de Sant'Angelo placée sous l'administration militaire française dans la deuxième moitié du XVIIIe siècle, devenue chef-lieu du canton de l'Île-Rousse.

### Communes limitrophes
Les communes limitrophes sont Corbara, Monticello et Santa-Reparata-di-Balagna.

### Géologie et relief

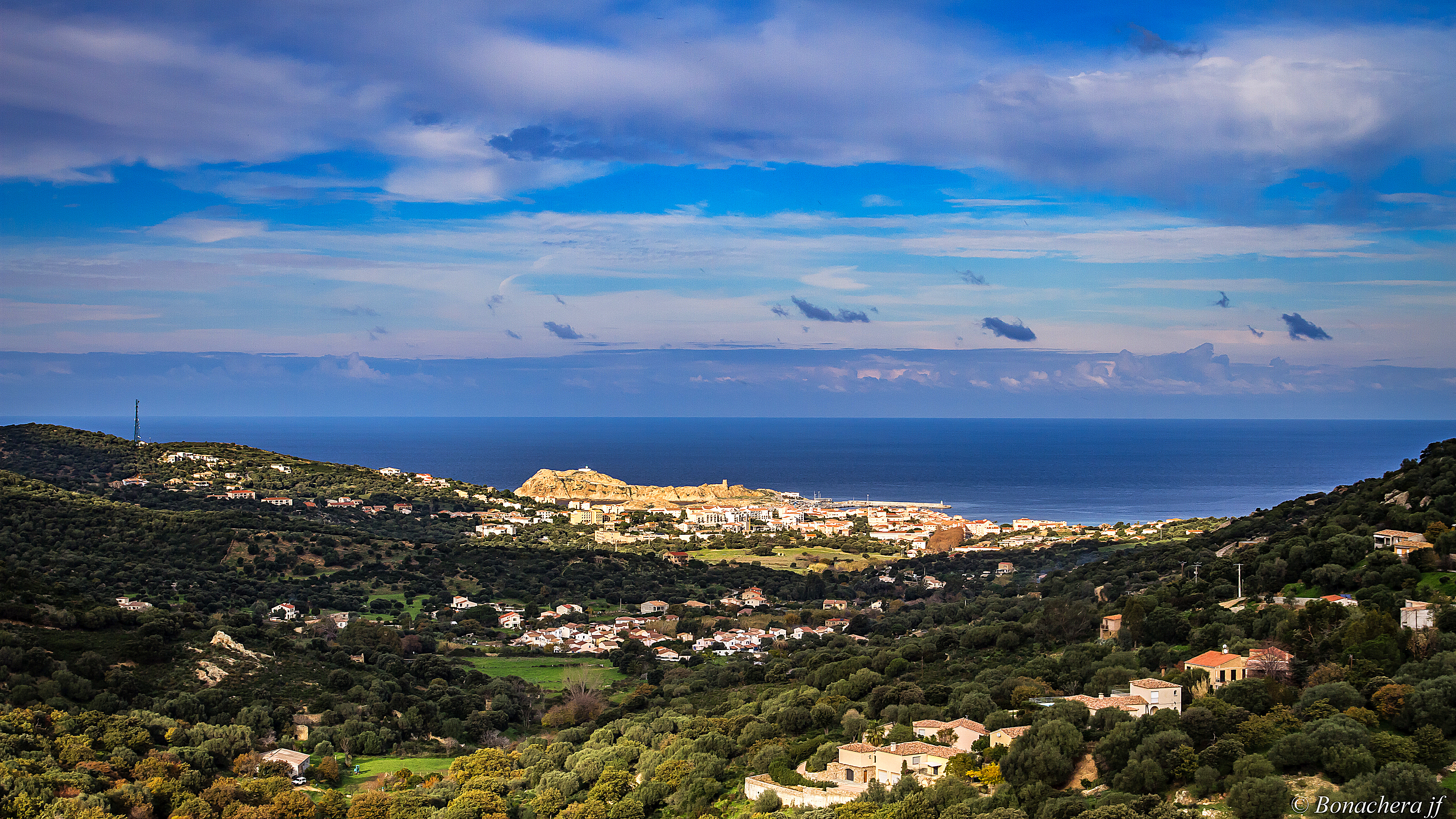
L'Île-Rousse et la vallée de Palazzi, vues depuis la route de Santa-Reparata-di-Balagna.

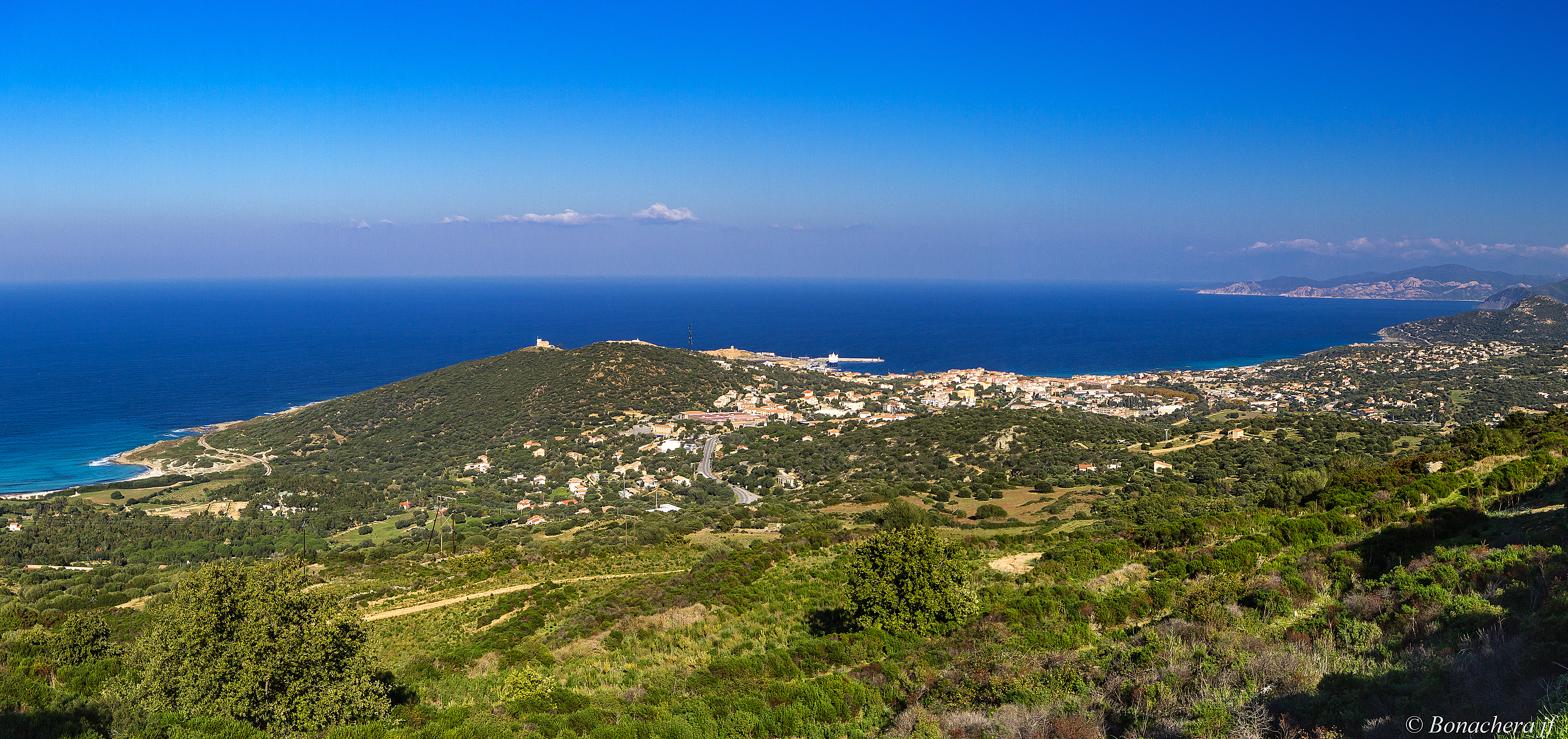
L'Île-Rousse vue depuis la route de Corbara.

#### Territoire
Son territoire de faible superficie (2,5 km2) s'étend dans un rayon d'environ un kilomètre autour de la ville, enclavé entre Corbara à l'Ouest dont elle est séparée par une ligne Nord-Sud, de la colline du Sémaphore jusqu'au col de Fogata et passant par Capu Curboriu (154 mètres - Corbara), Santa-Reparata-di-Balagna au sud et Monticello à l'Est, ne laissant à cette dernière que les 200 m de l'extrémité orientale de la plage de la Marinella.
Sa façade maritime baignée par la mer Méditerranée, est divisée en son milieu par des îlots rocheux de porphyre rouge qui lui ont valu son nom ; elle est composée à l'Ouest d'une côte rocheuse inhospitalière et à l'Est de la plage de Marinella, bande de sable blanc immaculé aux eaux limpides.
À l'Ouest de la plage de la Marinella qui borde le Centre-ville, se situe sous le quai et la voie ferrée, l'embouchure maçonnée  d'un petit fleuve côtier couvert à l'approche de la mer : le ruisseau de "Padule". Celui-ci naît sous l'ancien couvent de Palmento (Santa-Reparata-di-Balagna) sous le nom de ruisseau de "Giovaggio".
Au Nord de la commune, le petit archipel comprenait avant les comblements et modifications apportées au site, huit îlots qui ont pour nom :
- Saletta : le premier îlot au Sud qui est relié par un pont à la terre et l'archipel ;
- E Trè Petre : trois grands rochers au centre de l'archipel qui relient Saletta avec Isula Grande où fut construite la jetée du port.
- île de la Pietra (Isula Grande) : îlot le plus grand où se trouve le site de A Petra avec le phare et la tour génoise
- Isola di u Brocciu (Rucciu) : îlot situé à l'Est du phare en face de l'anse de Funtanaccia
- Isula Piana : îlot plat situé à côté de celui de Rucciu
- Brocettu (Ruccettu) : le plus petit des îlots situé à l'Ouest du phare[2].

#### L'île de la Pietra

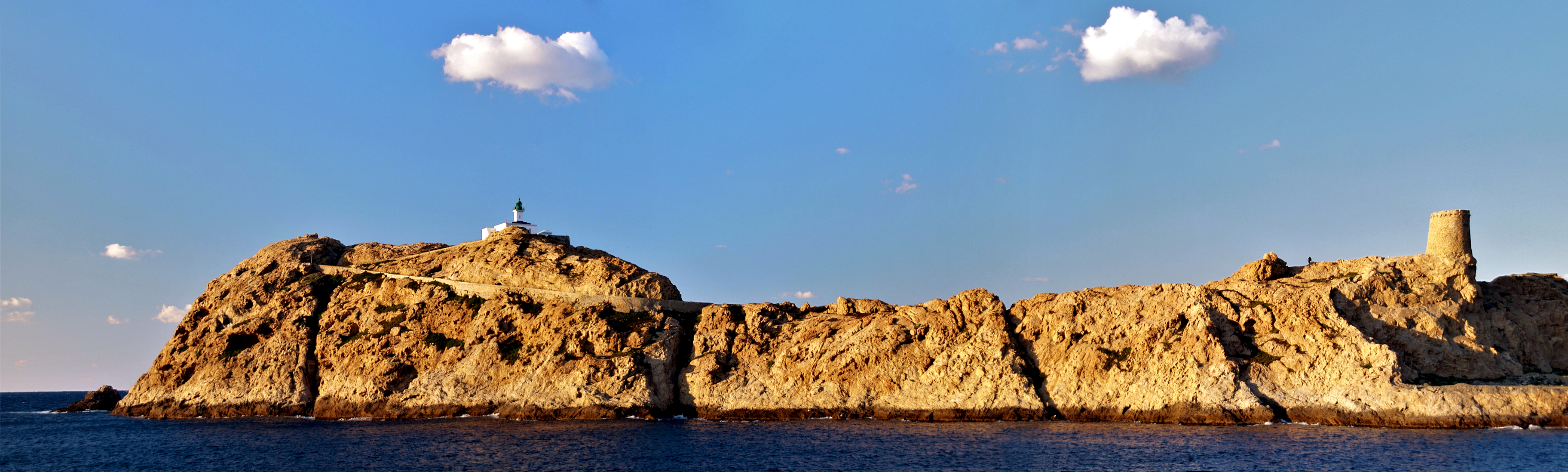
L'îlot de la Pietra.

L'île de la Pietra est la plus grande de l'archipel. Dans la Chronique d'Anton Pietro Filippini, en 1566, elle était nommée l'« île de Monticello ». 

« [...] arrivèrent à l'île de Monticello, en Balagne, quelques galiotes turques sur lesquelles se trouvait prisonnier, comme je l'ai déjà dit, Giovan Agnolo de la Campana, lequel avait été banni de l'île par Cristoforo Fornari [...] »

— Abbé Letteron in Bulletin de la Société des Sciences Historiques et Naturelles de la Corse, Histoire de la Corse Tome III, 1890 - p. 212.
 Elle comporte deux points forts de la commune : le phare de la Pietra et la tour génoise du XVIe siècle. Reliée aujourd'hui à la terre par la route du port, elle est devenue une presqu'île. Elle fait écran aux vents d'Ouest dominants, créant un abri dans lequel a été construit le port de L’Île-Rousse.
Les couchers de soleil sur (ou depuis) l'île de la Pietra sont remarquables.
C'est sur cette île qu'ont été effectuées des campagnes de fouilles archéologiques sous la direction de Michel-Claude Weiss, archéologue insulaire de renom, entre 1983 et 1985, puis entre 2003 et 2006.

## Urbanisme

### Typologie
Au 1er janvier 2024, L'Île-Rousse est catégorisée bourg rural, selon la nouvelle grille communale de densité à sept niveaux définie par l'Insee en 2022.
Elle appartient à l'unité urbaine de L'Île-Rousse, une agglomération intra-départementale regroupant deux  communes, dont elle est ville-centre,,. Par ailleurs la commune fait partie de l'aire d'attraction de L'Île-Rousse, dont elle est la commune-centre,. Cette aire, qui regroupe 12 communes, est catégorisée dans les aires de moins de 50 000 habitants,.
La commune, bordée par la mer Méditerranée, est également une commune littorale au sens de la loi du 3 janvier 1986, dite loi littoral. Des dispositions spécifiques d’urbanisme s’y appliquent dès lors afin de préserver les espaces naturels, les sites, les paysages et l’équilibre écologique du littoral, comme le principe d'inconstructibilité, en dehors des espaces urbanisés, sur la bande littorale des 100 mètres, ou plus si le plan local d’urbanisme le prévoit.

### Morphologie urbaine

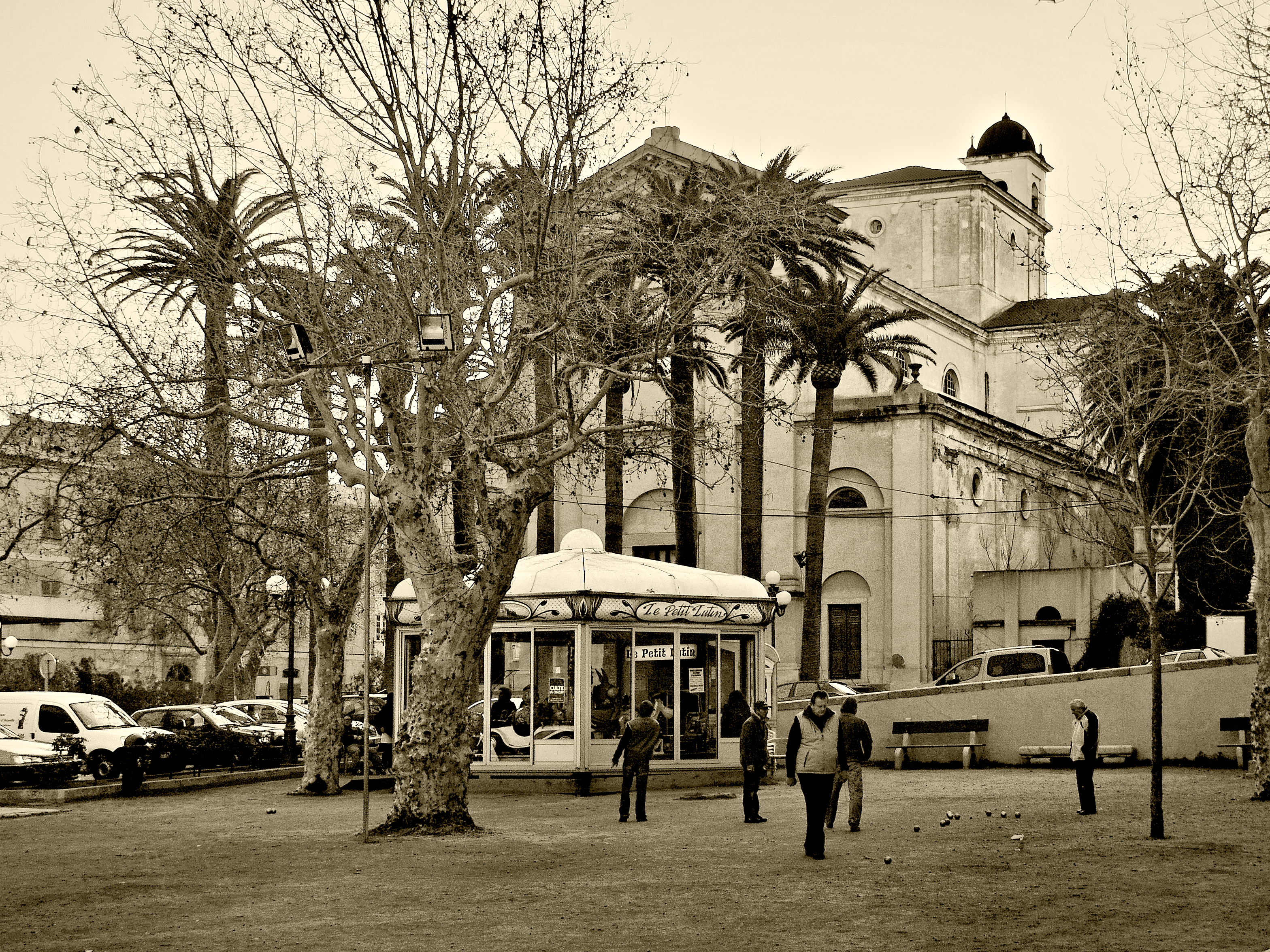
Place Paoli et l'église paroissiale.

La vieille ville voulue par Pascal Paoli, « le Père de la Patrie », étire ses rues pavées, quasiment rectilignes et orientées Nord-Sud. Depuis les quais du port de commerce installé sur trois des huit îlots, le port de pêche et les ouvrages qui rattachent le complexe portuaire à la côte, jusqu'au marché couvert aux vingt et une colonnes, les fortifications et les maisons de l'ancienne ville s'étalent dans le temps, de 1765 au milieu du XIXe siècle.

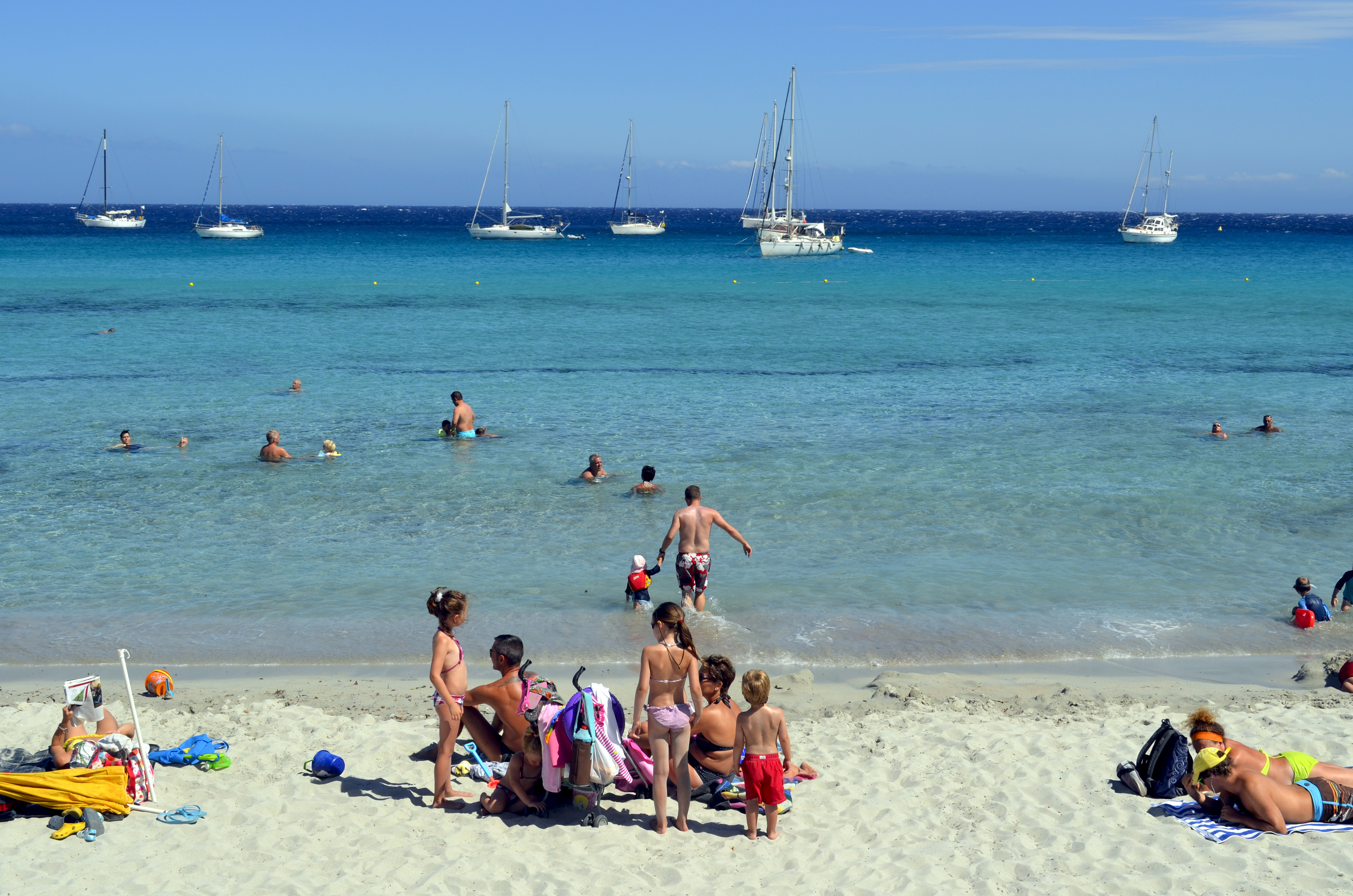
Vue de la plage de l’île Rousse.

La première maison d'habitation particulière y est élevée en 1766. Les premiers habitants viennent des villages voisins, du Cap Corse, mais il y a aussi des Français et des Italiens. Certaines maisons aux escaliers intérieurs florentins sont remarquables.
La chapelle de la Conception, église construite parmi les premières en 1740 et détruite en 1936, a donné son nom à la rue Notre-Dame. Jusqu'en 1860 elle avait été l'église paroissiale. Elle était devenue ensuite la chapelle réservée aux pêcheurs avant d'être désaffectée. Propriété de la commune, « elle fut vendue au Département de la Guerre pour la somme de 21 000 francs. Elle servit d'entrepôt de charbon et de bois et fut cédée au Département de la Marine pour être utilisée comme poste de couchage des marins. Elle est finalement rasée afin d'élargir l'avenue de la gare ». L'église dédiée à Notre-Dame-de-Miséricorde jouxte un ancien couvent des franciscains. Quant à l'église de l'Immaculée-Conception-de-Marie, la paroisse de l'Île-Rousse, elle se trouve sur l'ouest de la grande place, avec son parvis et ses remarquables palmiers-dattiers plantés en 1890 à l'ombre desquels il fait bon jouer à la pétanque en été.

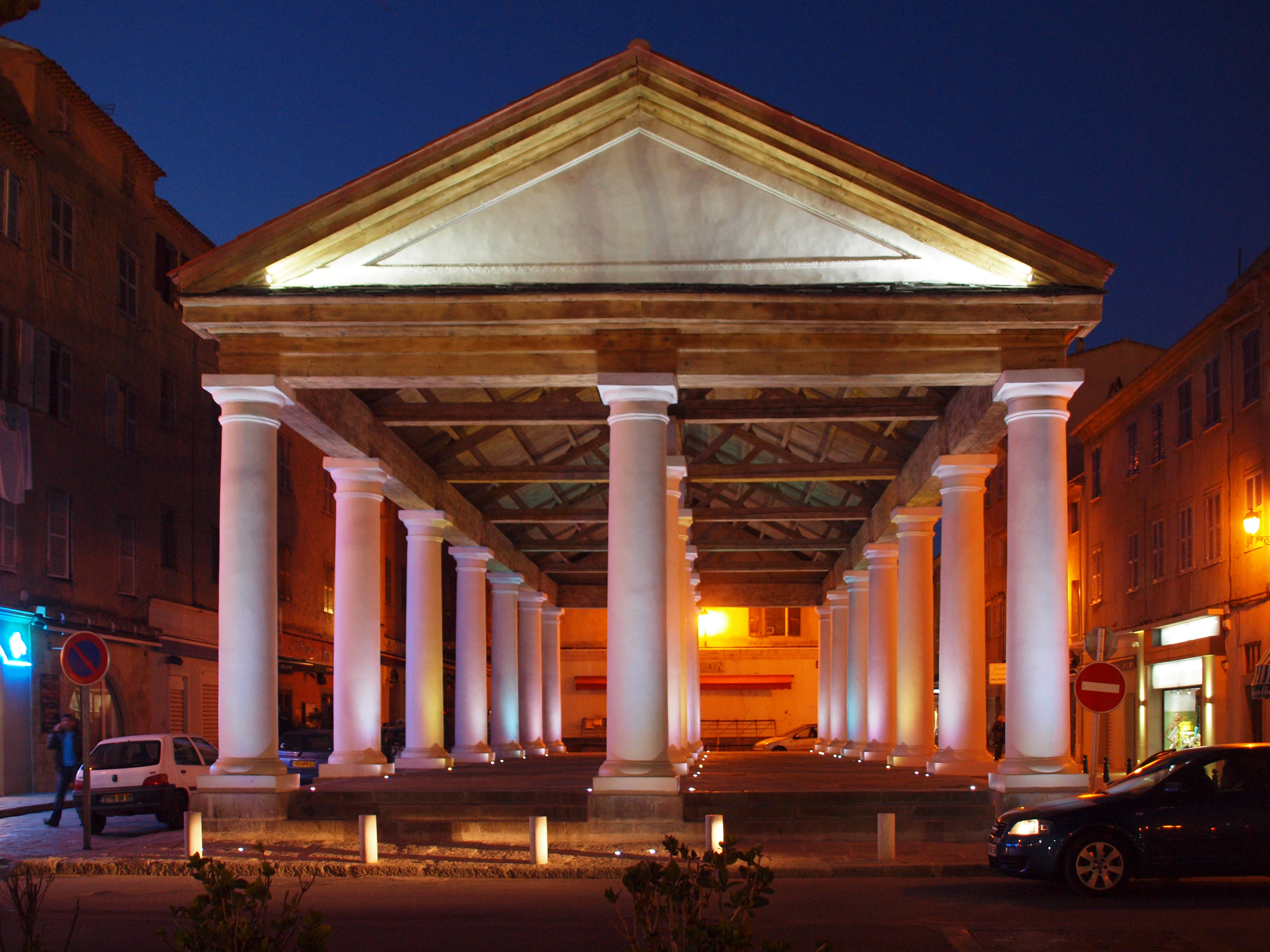
Le marché couvert restauré.

La ville nouvelle continue harmonieusement l'ancienne au-delà de la place Paoli ombragée par ses platanes plus que centenaires où il fait bon prendre le frais l'été. L'intérieur de la vieille cité offre aux visiteurs l'occasion de flâner sur les vieux pavés ressuscités en partie, à travers les rues aux noms historiques : Pascal Paoli, Napoléon, les frères Arena, Louis-Philippe, Agilla.
Construite sur l'ordre de Pascal Paoli, dotée par ses édiles après 1815 d'un blason orné du lys royal de France et dirigée durant plus d'un demi-siècle par des élus bonapartistes, L'Île-Rousse est une ville à part dans l'histoire de la Corse. Ses contradictions en font un lieu attachant et plein d'imprévus pour les touristes qui viennent chaque année s'asseoir sous les platanes centenaires de sa remarquable place centrale.
Le lieu-dit « U Scalu » est désormais réhabilité : la place de la mairie et la tour de Scalo en 2012, le môle et quai d'Orléans en 2004.

### Occupation des sols
L'occupation des sols de la commune, telle qu'elle ressort de la base de données européenne d’occupation biophysique des sols Corine Land Cover (CLC), est marquée par l'importance des territoires artificialisés (53,2 % en 2018), en augmentation par rapport à 1990 (47,3 %). La répartition détaillée en 2018 est la suivante : 
zones urbanisées (53,2 %), milieux à végétation arbustive et/ou herbacée (20,5 %), zones agricoles hétérogènes (18,5 %), espaces ouverts, sans ou avec peu de végétation (5,8 %), eaux maritimes (2 %). L'évolution de l’occupation des sols de la commune et de ses infrastructures peut être observée sur les différentes représentations cartographiques du territoire : la carte de Cassini (XVIIIe siècle), la carte d'état-major (1820-1866) et les cartes ou photos aériennes de l'IGN pour la période actuelle (1950 à aujourd'hui).

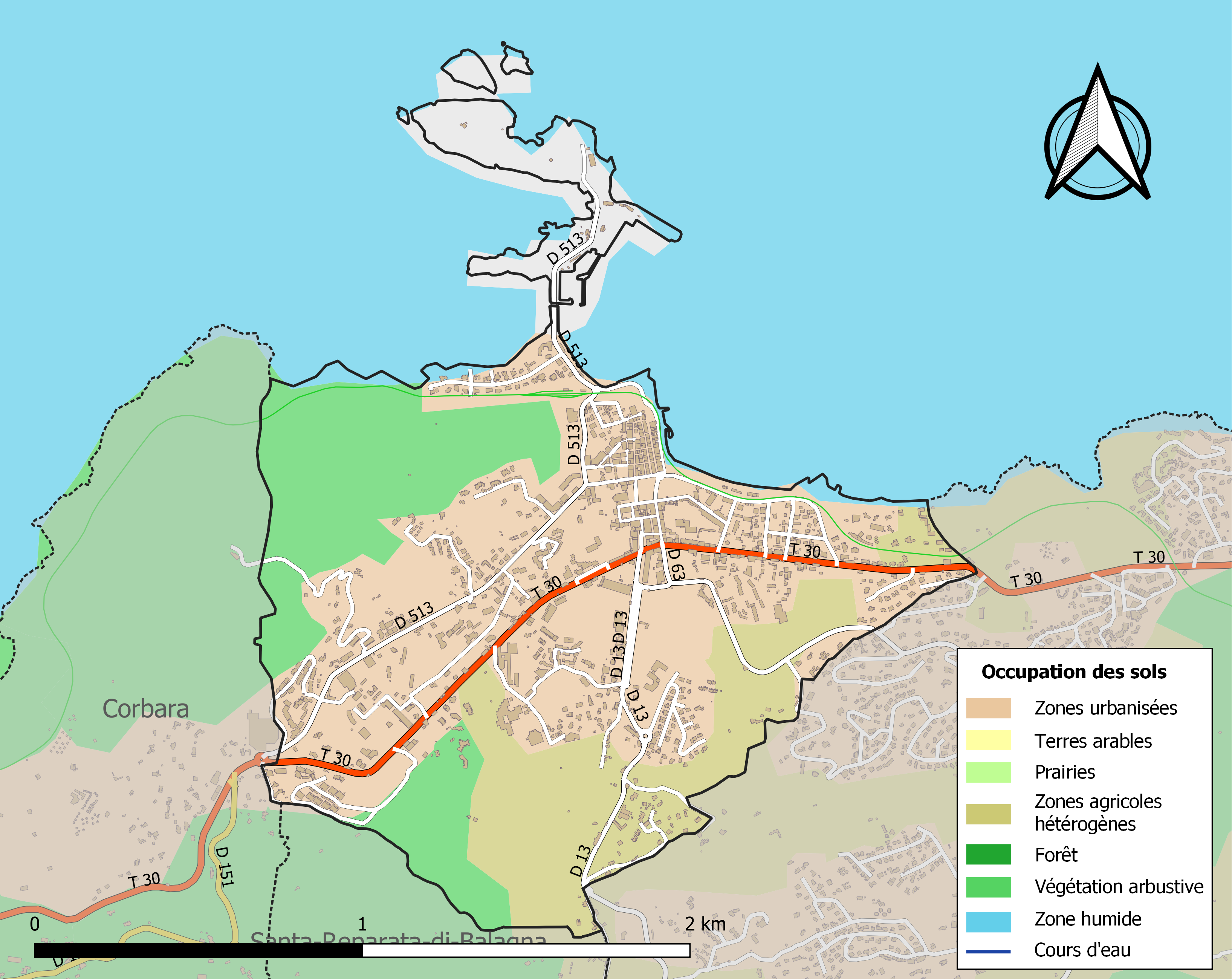
Carte des infrastructures et de l'occupation des sols de la commune en 2018 (CLC).

### Voies de communication et transports

#### Accès routiers
La commune est traversée par la Route territoriale 30 (ex-RN 197) qui relie Calvi et la Balagne au centre de la Corse. L'Île-Rousse se trouve à 15 km de Calvi à l'Ouest, 40 km de Ponte-Leccia au Sud-Est et de 44 km de Saint-Florent à l'Est.
L'Île-Rousse est reliée à Santa-Reparata-di-Balagna par la D 13, et à Monticello par la D 63, deux routes qui aboutissent à la D 71, dite encore « route corniche de la Balagne », qui dessert douze « villages en balcons ».
La ville est distante, par route, de :
- 6 km de Corbara ;
- 15 km de Muro ;
- 16 km de Palasca ;
- 18 km de Speloncato ;
- 20 km de Montemaggiore ;
- 24 km de Calvi ;
- 31 km de Pietralba ;
- 36 km d'Olmi-Cappella ;
- 42 km de Moltifao ;
- 45 km de Saint-Florent ;
- 62 km de Corte ;
- 68 km de Bastia ;
- 94 km de Cervione ;
- 108 km d'Aléria ;
- 114 km de Rogliano,
- 122 km de Vico ;
- 139 km d'Ajaccio ;
- 178 km de Porto-Vecchio ;
- 195 km de Propriano ;
- 206 km de Bonifacio ;
- 207 km de Sartène.

#### Accès ferroviaires

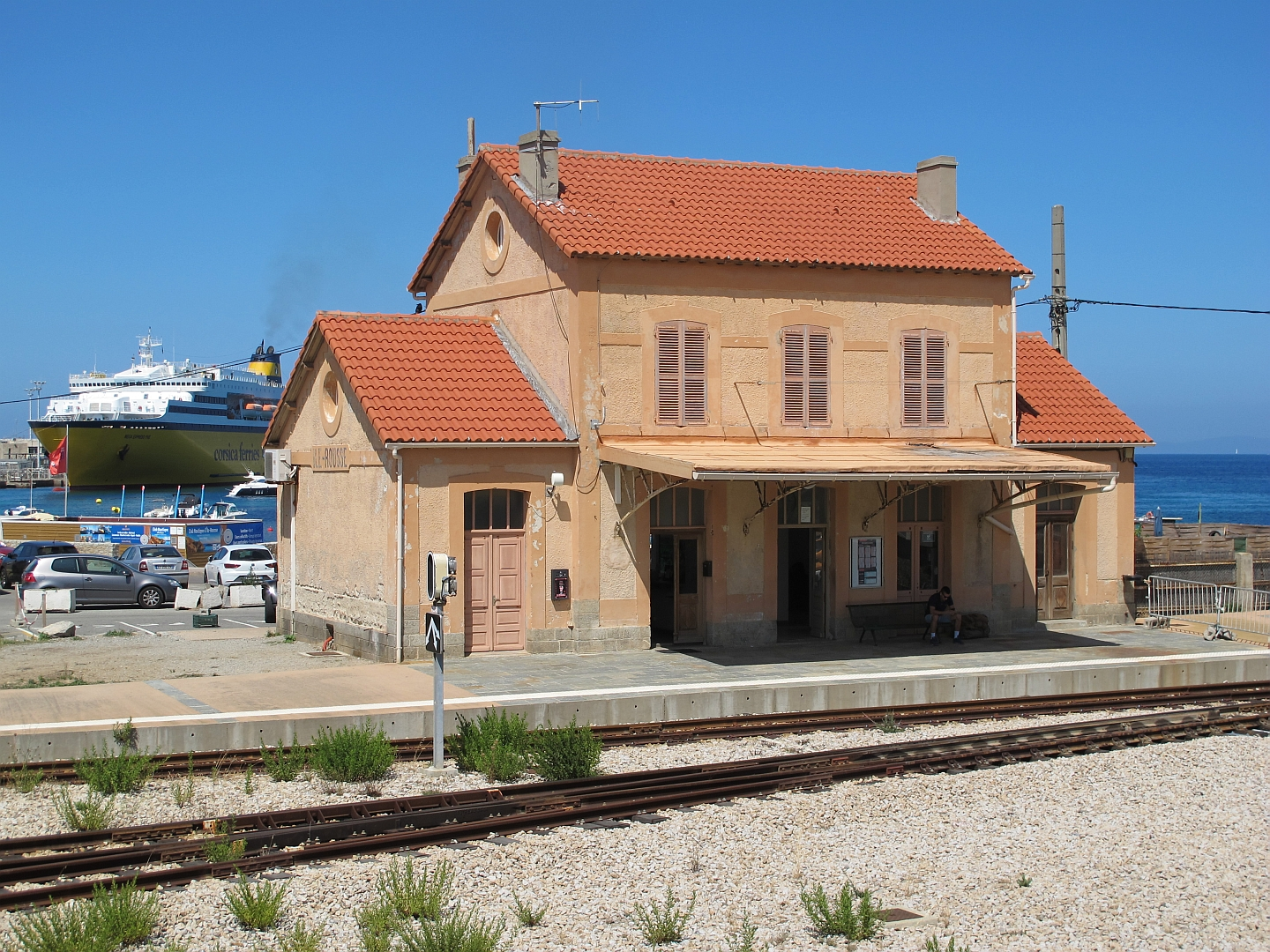
La gare de L'Île-Rousse est située face au port.

La ville est desservie par la ligne Ponte-Leccia - Calvi des Chemins de fer de la Corse qui y ont une gare à proximité du port et un arrêt à la plage de Marinella pour U trinighellu, dit le « tramway des plages » qui est mis en service durant la saison estivale pour la desserte des plages entre Calvi et L'Île-Rousse.

#### Accès portuaire

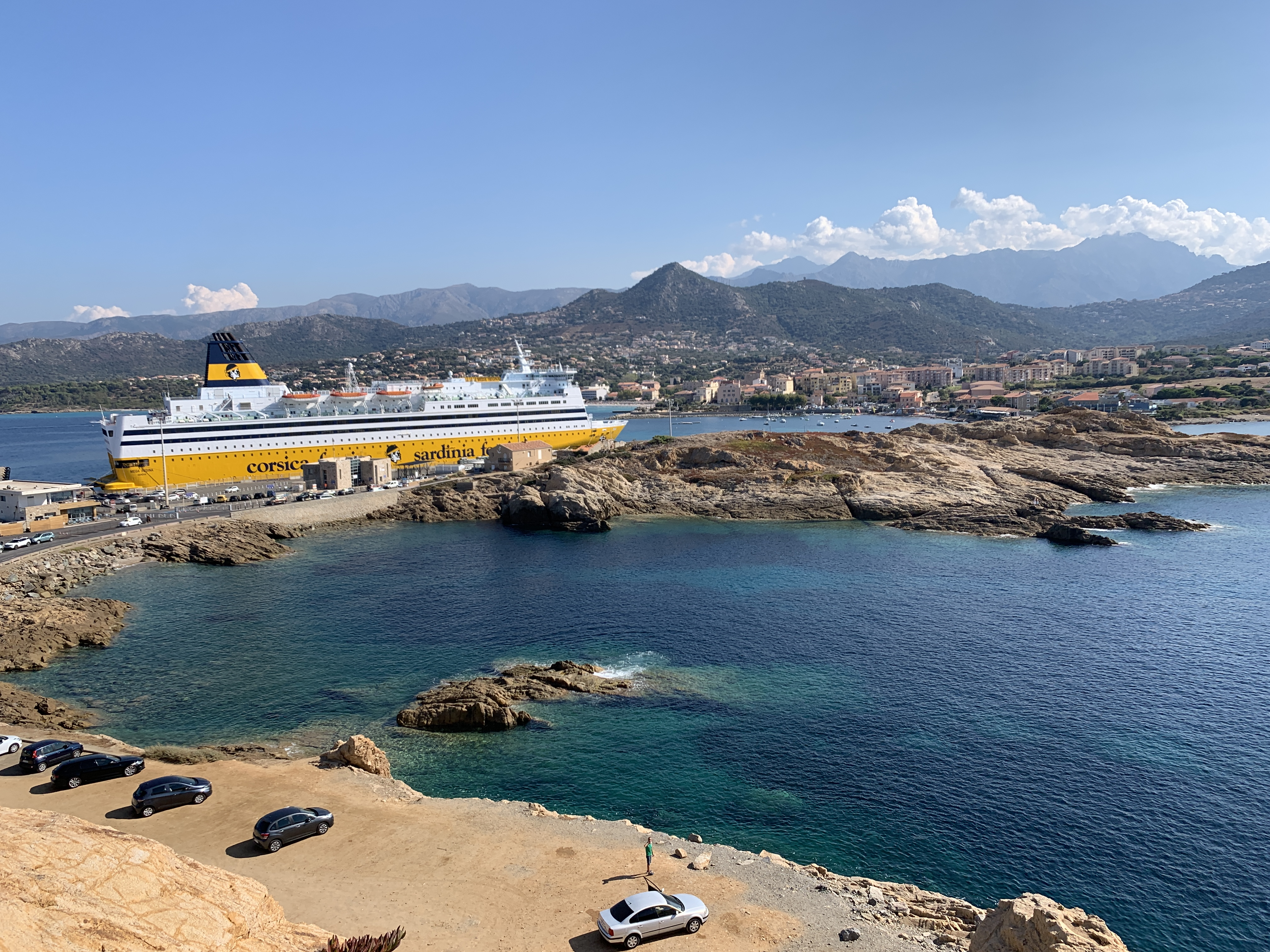
Le ferry Mega Regina accosté au port de L'Île-Rousse.

Le port de L'Île-Rousse est le troisième port de Corse par l'importance du trafic aussi bien de passagers que de marchandises. La ville est reliée au continent par des liaisons en trafic régulier assurées par deux compagnies maritimes : Corsica Linea à raison de trois rotations par semaine toute l'année depuis Marseille (ainsi qu'une traversée complémentaire en saison estivale) et Corsica Ferries depuis Toulon et Nice, mais aussi épisodiquement avec Savone en Italie.
Périodiquement, un cargo transporteur de ciment en vrac (Capo Rosso ou Capo Nero) de la Société Méditerranéenne de Cabotage (SoMeCa) touche le port pour approvisionner la région.
Le port départemental de L'Île-Rousse est le seul port de Corse habilité à recevoir des marchandises de classe 1, habituellement acheminées par Corsica Linea.

#### Accès aérien
L'aéroport de Calvi-Sainte-Catherine se situe à 23 kilomètres.

## Toponymie
En corse, la commune se nomme, en abrégé, Lisula, ou L'Isula /ˈlizula/, littéralement « l'île ». Ses habitants sont les Îles-Roussiens en français, les Lisulani en corse. La commune a francisé son nom en 1848.
En italien, officiel jusqu'au XIXe siècle : Isolarossa.

## Histoire

### Préhistoire
Entre 1983 et 1985, le site de La Pietra a fait l'objet de fouilles archéologiques, dirigées par M.-C. Weiss. Les premiers ramassages de surface avaient indiqué la présence d'une zone préhistorique. Les deux premières années, des sondages ont été effectués de part et d'autre de la route de l'îlot. Ils ont déterminé trois niveaux ; seul le niveau intermédiaire s'est révélé intéressant. Au milieu d'une couche de pierres du Néolithique ancien, des vestiges lithiques et céramiques ont été mis au jour, en rhyolite ou en obsidienne ainsi que des parties supérieures de vases à col. Poursuivies en 1985, les fouilles ont donné des résultats sur les aménagements du sol d'occupation du Néolithique ancien.

### Antiquité
Lieu d'habitat pour l'homme depuis la plus haute Antiquité (3 à 5 millénaires av. J.-C.), L'Île-Rousse fut un millier d'années avant notre ère une petite ville prospère et dépendante de la ville de Tyr en Phénicie qui la baptisa Agilla.
Ruinée par la flotte phocéenne de Calaris (Cagliari), Agilla devint comptoir romain sous le nom de Rubico Rocega (rocher rouge) jusqu'au IVe siècle.

### Moyen Âge
Trop proche de la mer, elle subit les invasions barbaresques et celles d'ennemis potentiels, et ne fut habitée durant plusieurs siècles que par des pêcheurs et des paysans qui vivaient des produits de la mer et de la terre autour des villages de Santa-Reparata-di-Balagna et de Monticello.

Le site étant devenu l'asile ordinaire de corsaires, l'Office de Saint Georges, qui gère la Corse depuis 1453, réunit à la terre ferme l'Île-Rousse ou l'Île d'Or. 

« On y a bâti une tour pour garder le pays, et cette mesure a été, on peut le dire, le salut de toute la Balagne. »

— Lucien Auguste Letteron in Histoire de la Corse, tome I p. 20.

### Temps modernes
Au XVIe siècle, le site de L'Île-Rousse appartenait à la pieve d'Aregno qui comptait environ 500 habitants vers 1520. Les lieux habités étaient alors l’Arpagiola o Gabiola (Algajola), la Corbaia (Corbara), lo Monticello, Santo Antonino, Santa Riparata, Piaza, Pragola, le Torre, Regno, li Catari, lo Lavatogio, lacona, Spano, Hogio, Aquapessa.
Au XVIIe siècle, des propriétaires de Santa-Reparata-di-Balagna implantèrent des magasins (magazini) pour y faire du troc par voie maritime avec les villages côtiers de la Balagne, du Nebbio, et de l'ouest du cap Corse.
Au XVIIIe siècle, période 1729 - 1769, le site a été l'enjeu des Corses révoltés contre Gênes :

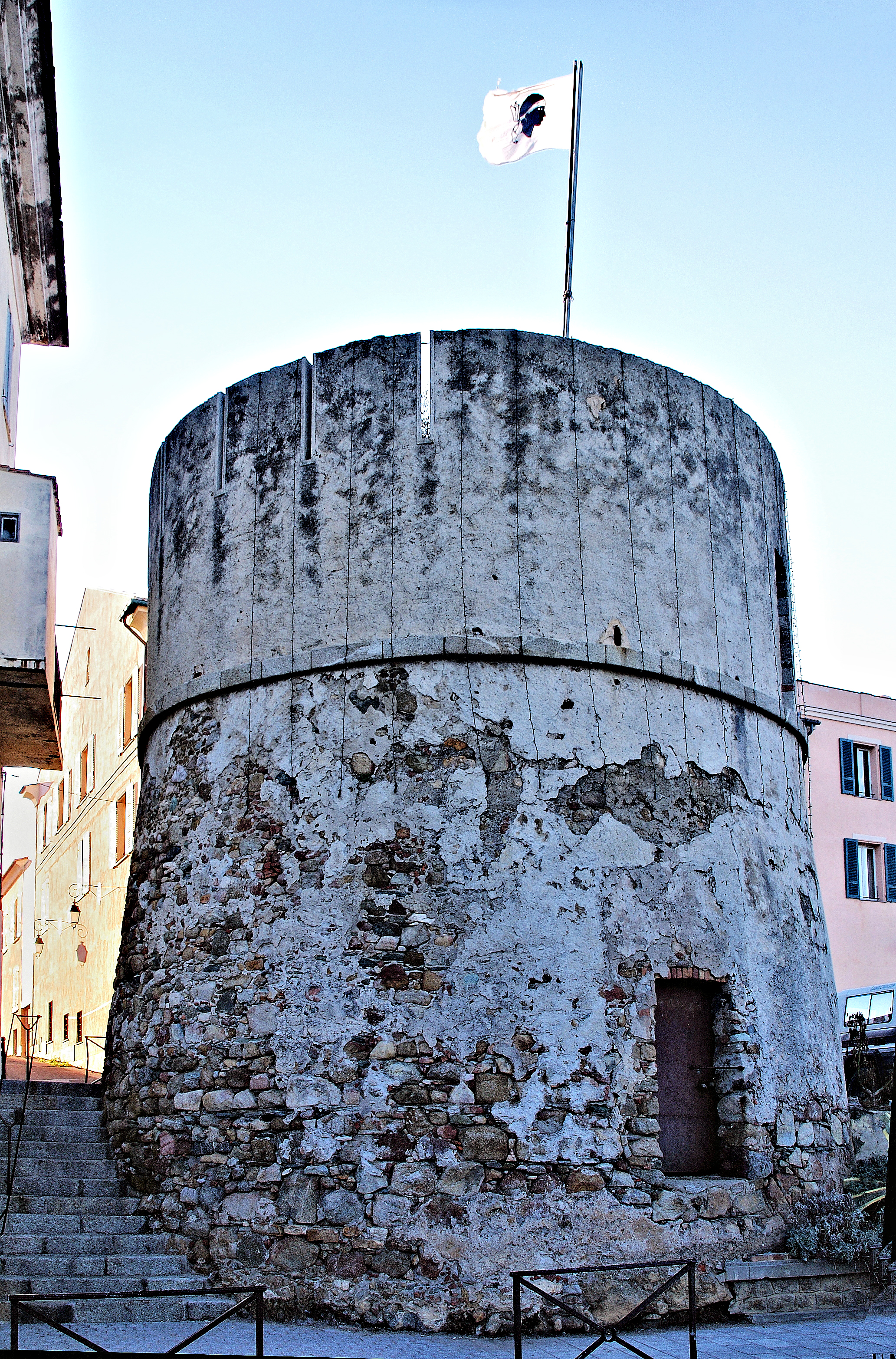
Tour de Scalu ou Tour des Fabiani.

- 1731 - Le 5 avril, des gens de la Balagne, mécontents des tentatives de corruption du lieutenant d'Algajola, font le siège de la place. Les habitants se réfugient à Calvi et à Gênes sans attendre l'assaut. La tour de la Pietra est prise par les Corses.
- 1733 - Gênes nomme Paolo Geronimo Pallavicini commissaire général en remplacement de Paolo Battista Rivarola.
- 1736 - Fin janvier, retour du commissaire général Paolo Battista Rivarola.

Le 4 mars, deux bateaux accostent à l'Île-Rousse et débarquent des munitions de bouche et de guerre. Ils repartent sans rien demander et sans qu'on sache d'où ils venaient.
Le 20 mars, après une année de pourrissement, la Révolte voit arriver le baron Théodore de Neuhoff.
Le 15 avril, au couvent d'Alesani, Théodore est proclamé roi. Le roi et son peuple prêtent serment d'observer la nouvelle « constitution ».
Début août, sévère défaite à l'Île-Rousse des troupes génoises commandées par le major Marchelli.
- 1738 - Le colonel Antonio Colonna (de Zigliara), accompagné par 14 officiers allemands, débarque le 12 février dans le golfe du Valinco. De là, il passe à Corte où il se met à la tête de 800 Nationaux pour faire la guerre aux Génois suivant les ordres du roi Théodore. Le 18 février, Colonna, assisté par le lieutenant-colonel Drevitz, attaque l'Île-Rousse récemment occupée par les Génois. La garnison se rend après 9 heures de combat.
- 1742 - Le 8 octobre, proclamation du commissaire de Calvi : « les troupes ne sont pas destinées à des hostilités contre les populations mais sont chargées de les protéger contre les voleurs et les bandits ; elles ont aussi pour mission d'assurer le libre passage entre les postes de Calvi, Algajola et l'Île-Rousse et de surveiller les côtes pour garantir la liberté du commerce ».
- 1743 - Dans la nuit du 18 janvier, le vaisseau anglais Vinces, part pour la Corse avec Vinufs, secrétaire de Théodore, chargé de préparer le retour du roi. Le lendemain au soir, le Vinces arrive devant l'Île-Rousse. Le 20 janvier, Vinufs convoque les chefs de la Balagne à bord du bateau.

Dans la nuit du 29 au 30 janvier, Théodore revient dans son royaume sous le couvert du pavillon britannique, à bord du Revenger, escorté par une dizaine de bateaux de guerre anglais.
Le 1er février, la flotte portant Théodore paraît devant L'Île-Rousse. Les chefs corses sont reçus à bord. Le roi leur communique l'édit rédigé à Livourne, et qui comporte un pardon général sauf pour les assassins de Simone Fabiani et les parjures : Ghj. Paoli, Orticoni et Salvini. Théodore exige le retour des militaires corses qui sont au service des princes étrangers, excepté ceux qui sont attachés au grand-duc de Toscane. Dès le départ des chefs corses, Théodore quitte le Revenger pour le Folkestone et la flotte met à la voile pour faire le tour de l'île.
Le 10 février, le Folkestone est de retour devant L'Île-Rousse. Le reste de la flotte n'a pas suivi.
- 1745 - Le 29 novembre, une circulaire de Domenico Rivarola[Note 4] élu général, avec les pouvoirs civils et militaires, annonce la prise de Bastia, San Pellegrino et la Padulella aux habitants de la Balagne et leur commande de faire le blocus de Calvi, Algajola et L'Île-Rousse.
- 1749 - Séraphin Marie Rioult de Douilly, marquis de Cursay, alors colonel du régiment de Tournaisis, qui avait été envoyé sur l'île en fin mai 1748 par Claude-François de Chauvelin marquis de Groisbois, envoyé extraordinaire à Gênes, a pour mission pour le compte de Gênes, de conserver les places maritimes, d'animer le parti fidèle et d'intimider les rebelles au nom du roi de France, sans parler de les soumettre à la République. Le 10 mars, il réunit les procureurs de la Balagne au couvent d'Aregno. Des postes français seront établis à L'Île-Rousse, Santa-Reparata-di-Balagna et Belgodère.
- 1755 - Alors que la Corse est sous le gouvernement de Pascal Paoli, Giovan Giacomo Grimaldi commissaire général en remplacement de Stefano de' Mari[Note 5], est renvoyé en Corse avec des troupes en septembre. Il prend pied à L'Île-Rousse. Mais après deux mois de vains efforts pour s'installer sur la côte défendue par les patriotes, il rejoindra Calvi par mer.

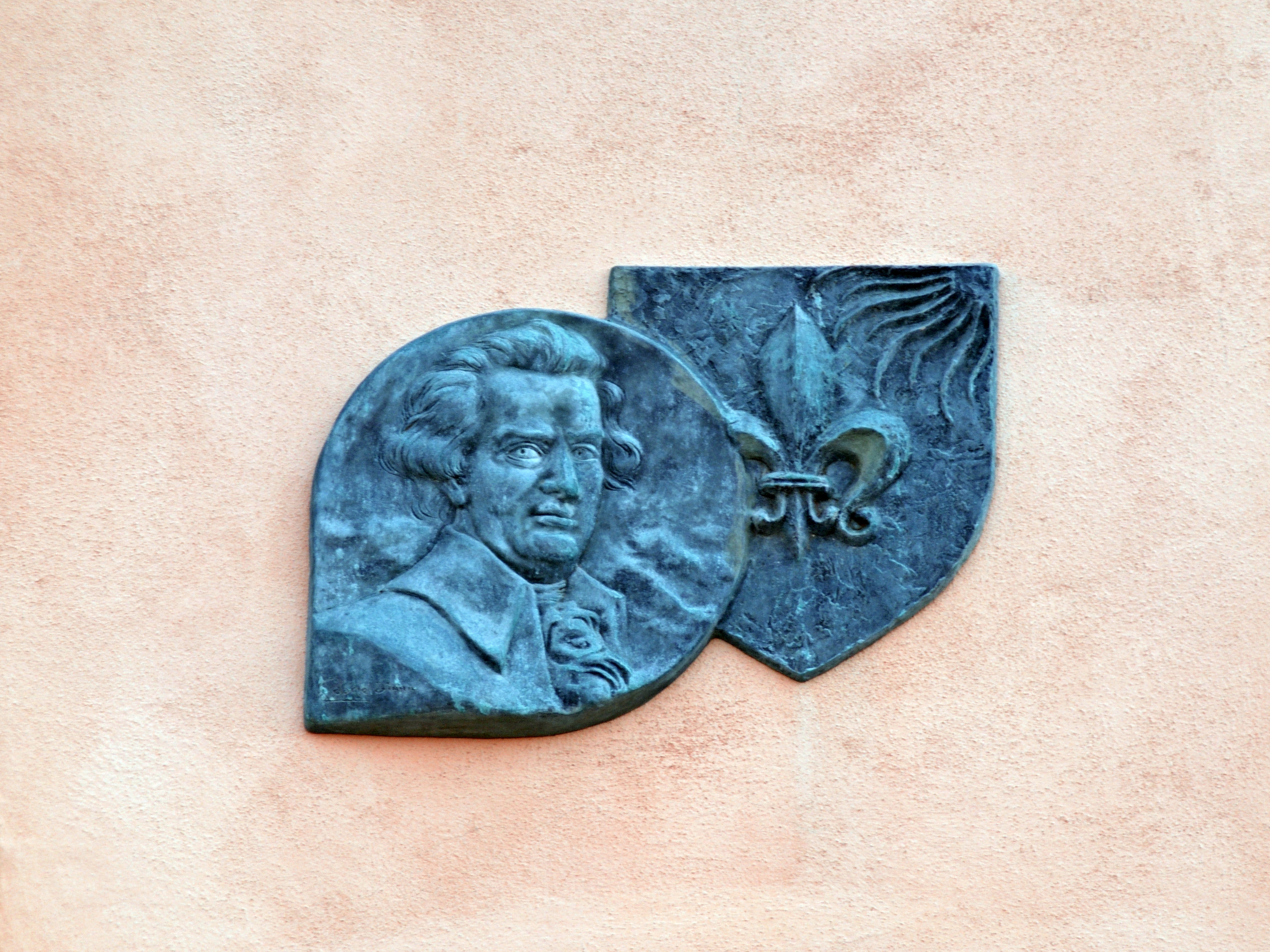
Effigie de Pascal Paoli à l'entrée de la mairie.

- 1758 - Pascal Paoli qui venait souvent en Balagne (il séjournait chez son neveu G. Leonetti dans une grande demeure appelée U Palazzu située au-dessus de la mairie de Monticello), envisage d'équiper la Corse d'un port au nord-ouest de l'île, pour essayer de couper le trafic maritime entre Gênes et Calvi, mais également avec Algajola qui fut la résidence du Gouverneur de Gênes jusqu'en 1764. En avril, depuis Aregno où il se trouvait, il prend la décision de fonder le port de L'Île-Rousse.

Ses plans préparés, il décida le gouvernement de Balagne, siégeant à Algajola, de donner l'autorisation de création d'une enceinte fortifiée protégeant le port (le Scalo) le 10 décembre 1765. Deux grandes portes seront édifiées dans cette enceinte : « Porte Suprane » qui donnait accès à Algajola et « Porte Suttane » qui donnait accès à Santa-Reparata-di-Balagna.
C’est un prêtre natif du village de Nessa en Balagne, don Gregorio Salvini, qui aida Pascal Paoli à établir les plans de la ville. Cet homme d'église fut le confident et un conseiller très proche de Paoli. Par exemple, s’agissant du port du Scalo construit à l’époque, ce curé prit comme modèle celui du petit village de Prunete à côté de Cervione. Don Gregorio Salvini est l'auteur du célèbre pamphlet contre Gênes la Giustificazione della rivoluzione di Corsica, e della ferma risoluzione presa da' Corsi di mai più sottomettersi al dominio di Genova paru à Naples en 1758.
Paoli déclara notamment : J'ai planté la potence pour y pendre Calvi.
L’Île-Rousse est née de cette décision. Une partie du territoire de Monticello fut cédée pour la construction de L'Île-Rousse.
- 1765 - Commence la création d'un petit port (l'actuel môle des pêcheurs) et d'une caserne (l'actuelle mairie).

Pendant quelque temps, elle s'appela « Vaux » en l'honneur du comte de Vaux qui avait en 1768 terminé la conquête de la Corse.
- 1768 - Le 15 mai, par le traité de Versailles, Gênes cède la Corse à la France. Le 29 juillet, Marbeuf écrit à Paoli pour le sommer de retirer ses soldats de Barbaggio et Patrimonio, afin de laisser aux Français la libre communication entre Bastia et Saint-Florent, et de lui remettre l'Île-Rousse.

Le 14 novembre naît une conspiration pour s'emparer de L'Île-Rousse. Elle est organisée par Charles François Dumouriez officier d'état-major, qui avait conservé des accointances depuis son passage dans la province en 1764. Dumouriez arrive devant la place avec le vaisseau de guerre Le Provence, appelé par l'abbé Ghjanandria Fabiani qui pensait avoir gagné son parent commandant de L'Île-Rousse. En réalité celui-ci leur avait tendu un piège : lorsque le 17 ils tentent de débarquer, ils sont reçus à coups de fusil.
- 1769 - Les Corses sont défaits. Le 24 mai, Achille Murati, Petru Colle, de Rostino, et les responsables de la Balagna, soit près de 180 hommes, s'embarquent à L'Île-Rousse sur un bateau anglais qui les emporte à Oneille. Le 25 mai le colonel D'Arcambal[22] prend possession de L'Île-Rousse.

### Révolution française et Empire
- 1789 - La Corse fait partie du royaume de France[Note 7].

Le 3. IV. 89, le tiers état élit les deux députés de la Corse. Bartulumeu Arena, avocat de L'Île-Rousse, est nommé suppléant. La pieve de Sant'Angelo a remplacé celle d'Aregnu.
- 1790 - Avec la Révolution française est créé le département de Corse - préfecture Bastia.

Le 26. II. 90, un décret de l’Assemblée nationale fixe le nom, l’étendue, les limites et les districts des 83 départements. La Corse est partagée en neuf districts (avant on disait juridictions) : Bastia, Oletta, la Porta, Cervione, Corte, L'Île-Rousse, Ajaccio, Tallano et Vico. Le district est partagé en cantons (avant on disait pievi), le canton en communes.
21. VIII. 90, la Constituante décrète que les tribunaux de district du département de la Corse seront établis à Bastia, Oletta, L'Île-Rousse, la Porta, Corte, Cervione, Ajaccio, Vico et Santa-Lucia-di-Tallano.
30. IX. 90. au 14. X. 90, première session, à Bastia du premier conseil général chargé de l’administration du département. Pasquale Paoli est élu président à l’unanimité.
Le 1. X, l’avocat B. Arena, de L'Île-Rousse, est élu au directoire du département.
- 1791 - Pascal Paoli transfère à Corte l'évêché de Corse.

13-30. IX. 91. Deuxième assemblée électorale depuis la Révolution française, à Corte. Paoli est élu président. Du 17 au 22, sont élus les députés pour représenter la Corse à l’Assemblée législative. Bartulumeu Arena, de L'Île-Rousse, n’est élu qu’à la cinquième élection (les élections se sont faites l’une après l’autre). À la première, on lui avait opposé Leonetti, neveu germain de Paoli, ce qui contribuera à l’inimitié entre Arena et Paoli.
- 1792 - Fin janvier (ou début février), Volney qui vient comme directeur général du commerce et de l’agriculture de l’île, arrive en Corse. Il passe plusieurs jours à L'Île-Rousse. À Corte, il rencontre le lieutenant Bonaparte et se rend à Ajaccio avec lui.

28, 29. II. 92 et jours suivants. Troubles à L'Île-Rousse. À la suite du désaccord entre le Directoire du district et le maire Francescu Arena au sujet d’une arrestation, la maison des Arena est assiégée, mise à sac et incendiée. Les deux frères de Bartulumeu se réfugient à Calvi.
29. II. 92. De Monticello, Paoli conseille à Colonna Cesari de se rendre à L'Île-Rousse avec ses gendarmes : « La main de Dieu protège la famille Arena. Si je n’étais pas là, elle aurait été victime de la publique indignation ». Il fait état également de « miserabili aristocratici » impatients d’ouvrir les hostilités.
- 1793 - Le département de Corse est divisé en deux départements : El Golo (l'actuelle Haute-Corse) et Liamone (l'actuelle Corse-du-Sud). L'Île-Rousse se nommait Isollarossa ; Isle Rousse était le chef-lieu du canton de Sant' Angelo[23].

16. IV. 93. Le Directoire du département envoie Panattieri à L'Île-Rousse comme commissaire.
20. IV. 93. À Calvi, les Corses sont désarmés par les troupes françaises. Le lendemain, c’est le contraire qui se produit à L'Île-Rousse. L’agitation gagne toute la Corse (excepté Calvi, Saint-Florent et Bastia) mais tout se passe sans effusion de sang.
23. IV. 93. Le Directoire du département, informé que des séditieux se fortifient à Belgodère, envoie Nobili Savelli comme second commissaire dans le district de L'Île-Rousse, pour se joindre à Panattieri.
28. IV. 93. Lettre de Saliceti à Andrei : « Sans le décret qui commandait l’arrestation de Paoli, tout se serait passé. Soit que Paoli soit mal conseillé, soit que ses intentions ne soient pas pures, il me semble qu’il a sacrifié mille ans d’histoire à la sotte vanité de régner un jour sur le pauvre peuple de Corse. » Et Saliceti fait état de troubles à Corte, où l’on a arraché la cocarde nationale, à L'Île-Rousse et en Balagne, où des troupes régulières ont été molestées. Bastia, Calvi, Saint-Florent et Ajaccio sont fidèles à la République.
Paris déclare Paoli hors-la-loi.
- 1794 - I. 94. Trois officiers corses sont condamnés à mort par le tribunal révolutionnaire de Paris : Francescu Maria Ornano, de Santa-Maria-Siché, maréchal de camp ; le général de division Camellu Rossi, de Zigliara ; et son cousin le colonel Ghjacintu Rossi.

2. I. 94 au soir. Le Capitaine Wolseley, de la frégate Lowestoft, fait débarquer à L'Île-Rousse le capitaine de vaisseau Edward Cook et Thomas Nepean, capitaine des Royal Engineers, qui passent la nuit chez Felice Antone Leonetti, à Monticello, repartent le lendemain et arrivent le 4 à Murato où est Paoli. Ils sont porteurs de lettres de Samuel Hood et de Drake. L’Angleterre est décidée à chasser les Français de la Corse.
14. I. 94 au matin. Le Lowestoft arrive en rade de L'Île-Rousse, Elliot, Koehler et Moore débarquent à midi, logent chez Leonetti et repartent le lendemain pour Murato. Le 16, ils sont reçus par Paoli.
25. I. 94. Une escadre anglaise, en tout 40 bâtiments de guerre et de transport, est en vue de L'Île-Rousse. Un violent libeccio l’oblige à se retirer en catastrophe vers Portoferraio.
- 1801 - La commune d'Isollarossa fait toujours partie du canton de Sant' Angelo, dans le département de El Golo. Elle prend le nom de L'Île-Rousse.
- 1811 - Les deux départements sont fusionnés en un seul département, celui de Corse.

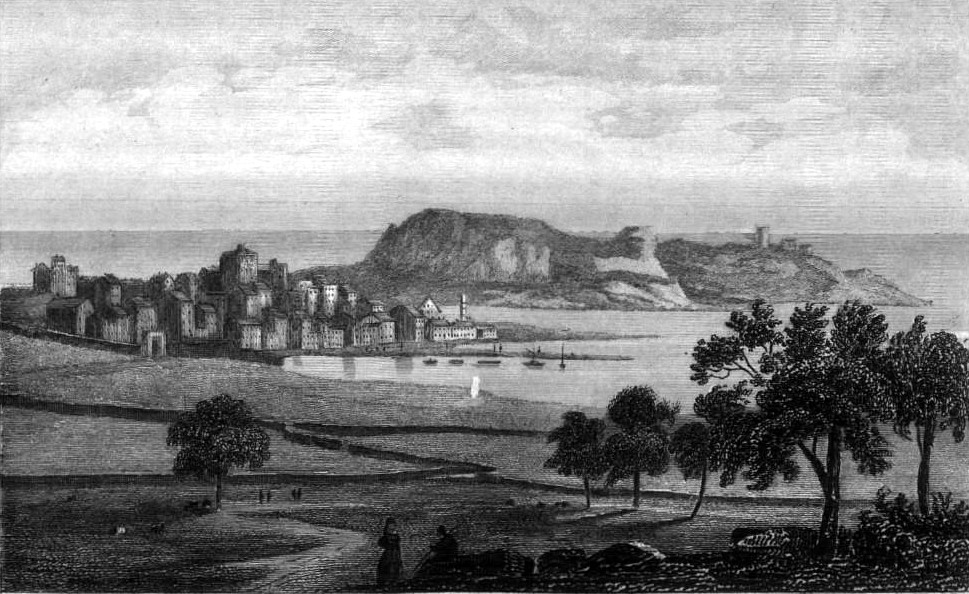
Gravure de L'Île-Rousse en 1838.

- 1812 - Chaque paroisse ouvre un cimetière, les morts ne sont plus inhumés dans les églises.
- 1825 - La commune de L'Île-Rousse est créée avec des terres prises à Santa-Reparata-di-Balagna[24].
- 1828 - Le canton de Sant' Angelo prend le nom de canton de L'Île-Rousse[23].
- 1830 - À partir de cette année, les cantons ne portent plus le nom des pieves mais celui des chefs-lieux.
- 1833 - La langue française remplace le toscan.

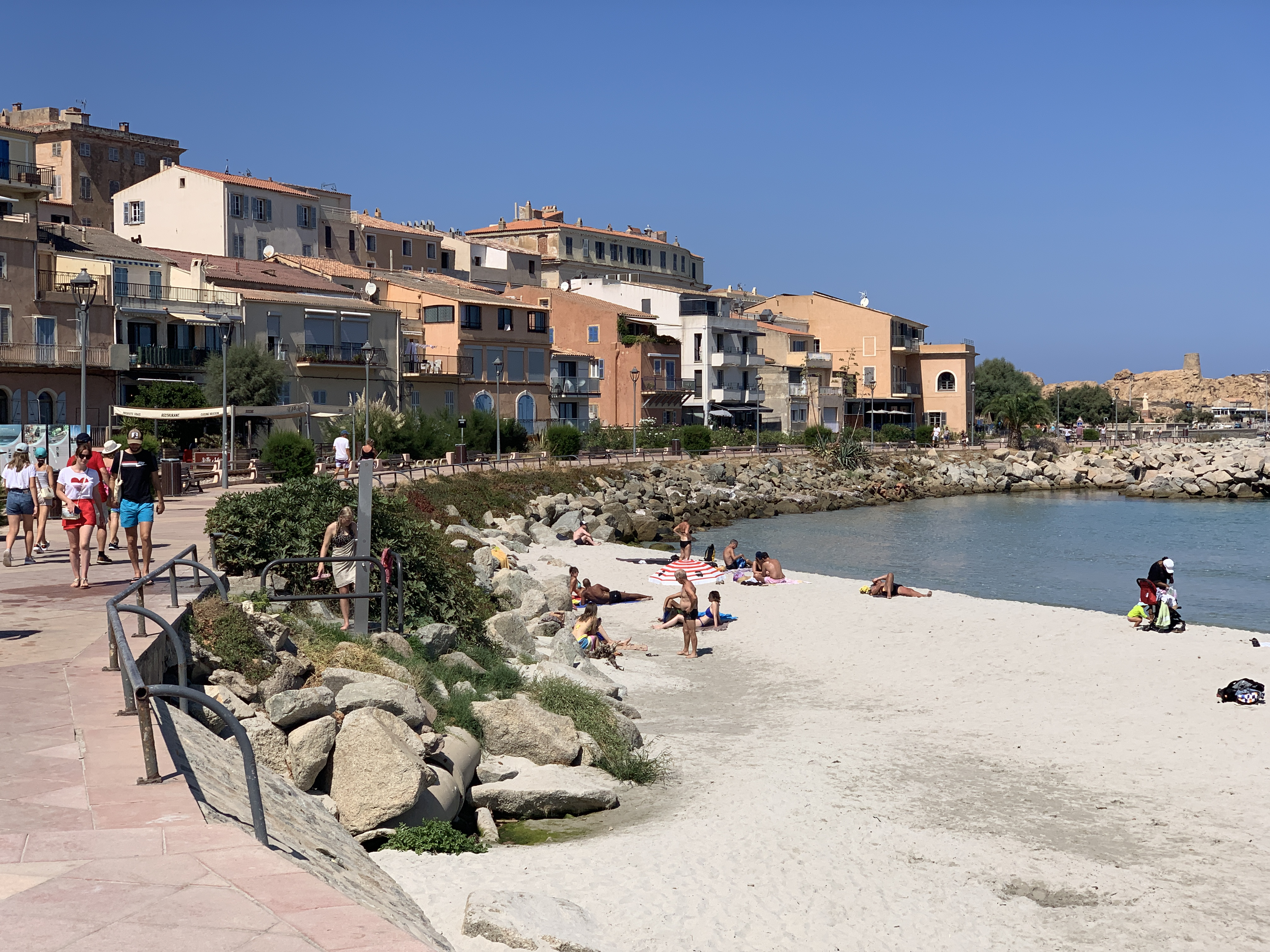
Plage de la Marinella.

### Époque contemporaine
Au XXe siècle, l'occupation fasciste italienne durant la Seconde Guerre mondiale, amène la résistance corse à s'organiser. Les premiers membres de la mission secrète Pearl Harbour (Toussaint et Pierre Griffi, Laurent Preziosi et Roger de Saule) viennent coordonner les réseaux de résistance de Balagne. Ils étaient arrivés le 14 décembre 1942 par le sous-marin Casabianca dans la baie de Topiti (Piana).
- 1954 - Le canton de L'Île-Rousse est composée avec les communes de Corbara, L'Île-Rousse, Monticello, Pigna, Sant’Antonino et Santa-Reparata-di-Balagna.
- 1975 - Le département de la Haute-Corse est créé.

## Politique et administration

### Liste des maires
| Période                                  | Période      | Identité                        | Étiquette | Qualité |
| ---------------------------------------- | ------------ | ------------------------------- | --------- | ------- |
| 1791                                     | 1791         | Filippo Maria Arena             |           |         |
| 1794                                     | 1796         | Domenico Antonmattei            |           |         |
| 1796                                     | 1801         | Angelo Santo Loverini           |           |         |
| 1802                                     | 1803         | Giuseppe Passani                |           |         |
| 1803                                     | 1804         | Angelo Santo Loverini           |           |         |
| 1805                                     | 1807         | Giovanni Battista Muzio-Olivi   |           |         |
| 1808                                     | 1811         | Giovan Ignazio Salvatori        |           |         |
| 1812                                     | 1815         | Giuseppe Maria Salvini          |           |         |
| 1816                                     | 1820         | Massimo Olivi-Malaspina         |           |         |
| 1821                                     | 1824         | Giovanni Battista Muzio-Olivi   |           |         |
| 1825                                     | 1830         | Massimo Olivi-Malaspina         |           |         |
| 1831                                     | 1838         | Giovan Ambroggio Suzzoni        |           |         |
| 1838                                     | 1840         | Antoine-Jean Pietri             |           |         |
| 1841                                     | 1848         | Sébastien Piccioni              |           |         |
| 1848                                     | 1855         | Antoine-Jean Pietri             |           |         |
| 1856                                     | 1870         | Sébastien Piccioni              |           |         |
| 1871                                     | 1878         | Achille Blasini (1823-1893),    |           |         |
| 1878                                     | 1880         | Numa Costa                      |           |         |
| 1881                                     | 1882         | Dominique Maraninchi-Milanta    |           |         |
| 1882                                     | 1893 (décès) | Achille Blasini                 |           |         |
| 1894                                     | 1896         | Joseph Muzio-Olivi              |           |         |
| 1896                                     | 1904         | Dominique Gavini                |           |         |
| 1904                                     | 1907         | Sébastien Mattei                |           |         |
| 1908                                     | 1908         | Antoine François Laurenti       |           |         |
| 1908                                     | 1925         | François Valery                 |           |         |
| 1925                                     | 1941         | Charles Marie Savelli           |           |         |
| 1941                                     | 1943         | Pascal Mondielli                |           |         |
| 1943                                     | 1944         | Georges Orgnon                  |           |         |
| 1945                                     | 1947         | Jean-Pierre Ferrali             |           |         |
| 1947                                     | 1965         | Jacques Ambrogi                 |           |         |
| 1965                                     | 1971         | Jean Fioravante                 |           |         |
| 1971                                     | 2001         | Pierre Pasquini                 | RPR       |         |
| 2001                                     | 2003         | François Ferrandini             | DVD       |         |
| 2003                                     | 2020         | Jean Joseph Allegrini-Simonetti | DVD       |         |
| 2020                                     | En cours     | Angèle Bastiani                 | DVG       |         |
| Les données manquantes sont à compléter. |              |                                 |           |         |

## Population et société

### Démographie
Les habitants de la commune sont appelés les Île-Roussiens (ou encore Isolani) en français, Lisulani en corse,.

L'évolution du nombre d'habitants est connue à travers les recensements de la population effectués dans la commune depuis 1800. Pour les communes de moins de 10 000 habitants, une enquête de recensement portant sur toute la population est réalisée tous les cinq ans, les populations de référence des années intermédiaires étant quant à elles estimées par interpolation ou extrapolation. Pour la commune, le premier recensement exhaustif entrant dans le cadre du nouveau dispositif a été réalisé en 2005.

En 2022, la commune comptait 3 213 habitants, en évolution de +3,54 % par rapport à 2016 (Haute-Corse : +5,15 %, France hors Mayotte : +2,11 %).
| 1800 | 1806 | 1821 | 1831  | 1836  | 1841  | 1846  | 1851  | 1856  |
| ---- | ---- | ---- | ----- | ----- | ----- | ----- | ----- | ----- |
| 311  | 493  | 748  | 1 040 | 1 175 | 1 466 | 1 778 | 1 756 | 1 611 |

| 1861  | 1866  | 1872  | 1876  | 1881  | 1886  | 1891  | 1896  | 1901  |
| ----- | ----- | ----- | ----- | ----- | ----- | ----- | ----- | ----- |
| 1 893 | 1 644 | 1 687 | 1 608 | 1 503 | 1 893 | 1 958 | 1 844 | 1 847 |

| 1906  | 1911  | 1921  | 1926  | 1931  | 1936  | 1946  | 1954  | 1962  |
| ----- | ----- | ----- | ----- | ----- | ----- | ----- | ----- | ----- |
| 1 791 | 1 818 | 1 946 | 2 024 | 2 182 | 2 226 | 2 018 | 1 764 | 1 678 |

| 1968  | 1975  | 1982  | 1990  | 1999  | 2005  | 2006  | 2010  | 2015  |
| ----- | ----- | ----- | ----- | ----- | ----- | ----- | ----- | ----- |
| 2 036 | 2 360 | 2 632 | 2 288 | 2 774 | 2 795 | 2 758 | 3 201 | 3 159 |

| 2020  | 2022  | - | - | - | - | - | - | - |
| ----- | ----- | - | - | - | - | - | - | - |
| 3 224 | 3 213 | - | - | - | - | - | - | - |

### Manifestations culturelles et festivités
- Le centre culturel de la ville U Spaziu organise tout au long de l'année des conférences, des débats animés par des intervenants spécialistes des questions économiques, historiques, sociologiques, etc. Une place est faite également aux artistes (expositions, présentations) et aux associations culturelles (cours de corse, de qi jong...).
- 2 juin : Fête de la Saint-Érasme avec des professionnels de la mer.
- 24 juin : Feu de la Saint-Jean, sur la place Paoli.
- 14 juillet : Fête Nationale avec feux d'artifice
- Fin septembre - début octobre, se tient la foire de L'île-Rousse, une fête mobile sur la place Pascal Paoli, qui est la place centrale de la ville.

### Médias
Le marché couvert de L'Île-Rousse, le phare de la Pietra et des rues de L'Île-Rousse ont servi de décors naturels pour des scènes du film L’Enquête Corse (magasin de chaussures et course en moto jusqu'au phare).

### Culte

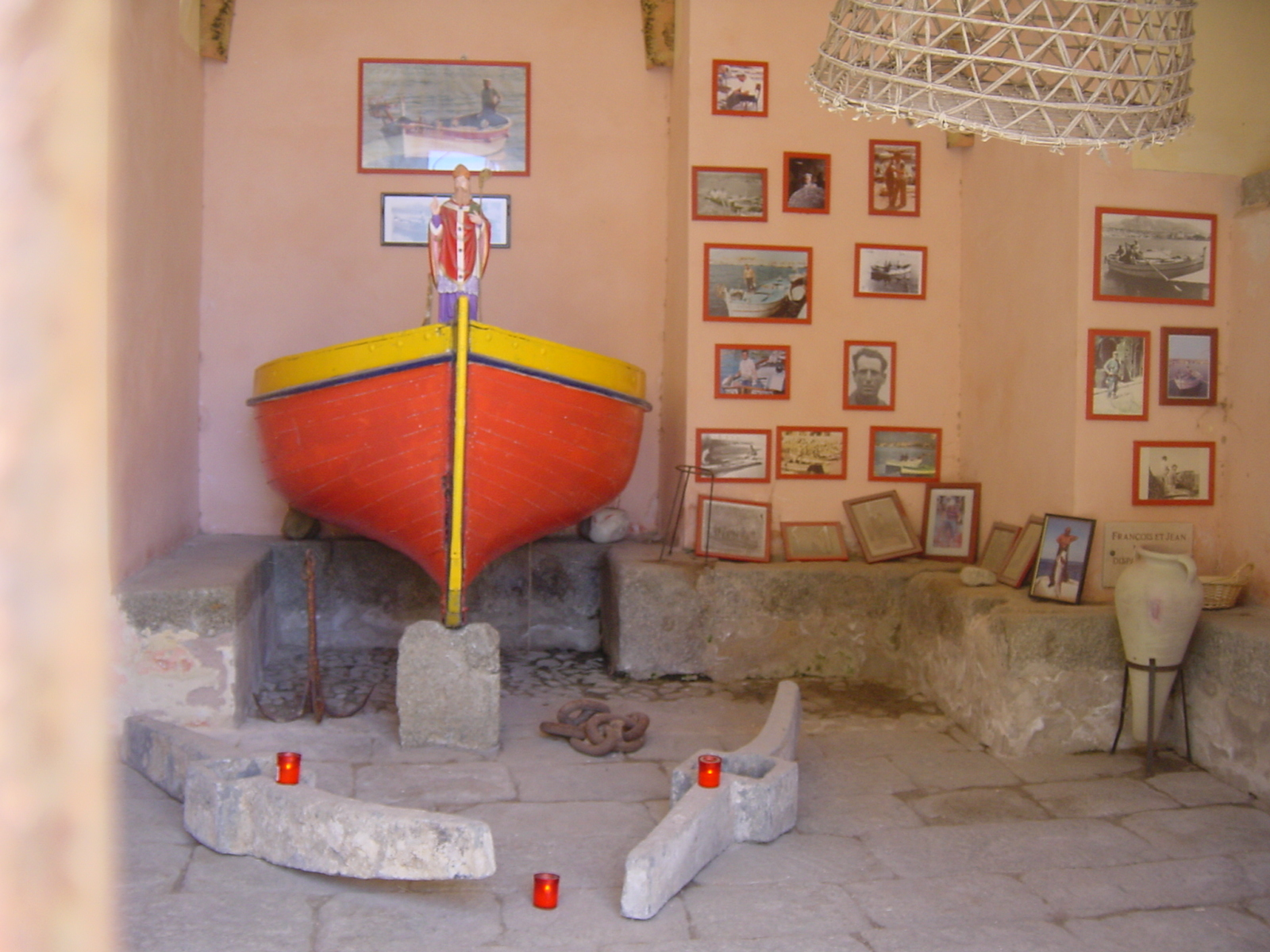
Ex-voto.

Il existe plusieurs lieux de culte à l'île-Rousse, catholiques pour la plupart, sauf un musulman et un évangélique deux fois par mois[pas clair]. L'église paroissiale de L’Immaculée Conception de Marie relève du diocèse d'Ajaccio. Le lieu de culte musulman est une salle de prière fréquentée par les Marocains de Balagne.
Les manifestations religieuses chrétiennes marquent la vie de la cité :
- 5 février : Santa Agata, sainte patronne des pêcheurs corses, messe sur l'île de la Pietra ;
- 2 juin : Saint-Érasme, saint patron des marins, messe et procession ;
- 24 juin: messe et feux de la Saint Jean ;
- Vendredi saint, procession et chemin de croix ;
- 8 décembre : fête de l'Immaculée Conception (A Cuncezzione), Festa di a Nazione, messe et procession ;
- grand feu de Noël, allumé dans la nuit du 24 au 25 décembre.

### Sports
- Les associations culturelles de la ville sont nombreuses et offrent un panel conséquent d'activités (football, handball, squash, rugby, musculation, gymnastique, voile, etc.).
- De nombreuses manifestations sportives de dimension internationales et régionales sont organisés tout au long de l’année et soutenues par la municipalité.
- Les installations municipales (COSEC, gymnase, plateau sportif, stade, installations nautiques) sont ouvertes à tous (scolaires, associations, autres) et favorisent la pratique sportive.

#### Football
- 22 janvier 2014 : le FB Île-Rousse, qui évolue en CFA2, réalise l'exploit d'éliminer Bordeaux (équipe de Ligue 1 tenante du titre) en 16e de finale de la Coupe de France (0-0, 4-3 après les tirs au but). Le club est éliminé en 8e de finale par le futur vainqueur l'EA Guingamp.

## Économie

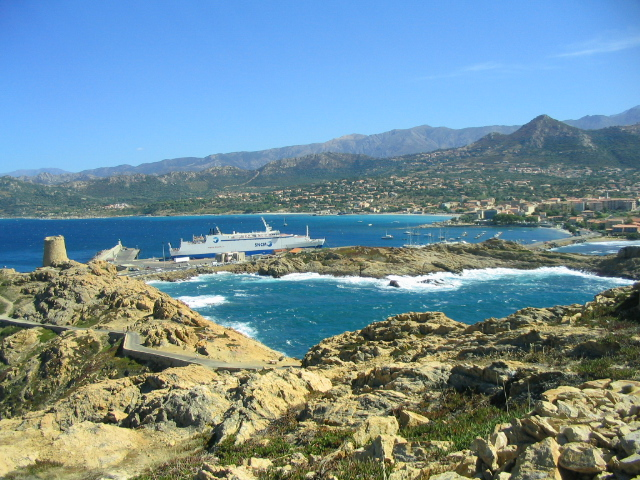
Le port au second plan vu depuis le phare avec un cargo à quai.

Sur le territoire de la commune, se trouve le port, géré par la Chambre de commerce et d'industrie de Bastia et de la Haute-Corse. C'est un port de pêche, de plaisance et de commerce, le troisième de Corse.

## Culture locale et patrimoine
Le patrimoine de L'Île-Rousse est riche et varié.

### Lieux et monuments

#### Monument aux morts
Le monument aux morts érigé en 1958 est celui commémoratif des militaires morts durant les guerres de 1914-1918, de 1939-1945 et d'Indochine. Il est l’œuvre d'Antoniucci Voltigero dit « Volti » et est situé face à la mairie de L'Île-Rousse, sur une grande place en bordure de mer fréquentée par des joueurs de pétanque.

#### Marché couvert
Construit entre 1844 et 1846, le marché couvert a été restauré et a retrouvé ses couleurs d'origine en 2011. Il a été classé Monument Historique par arrêté du 5 janvier 1993.

#### Tour de la Pietra

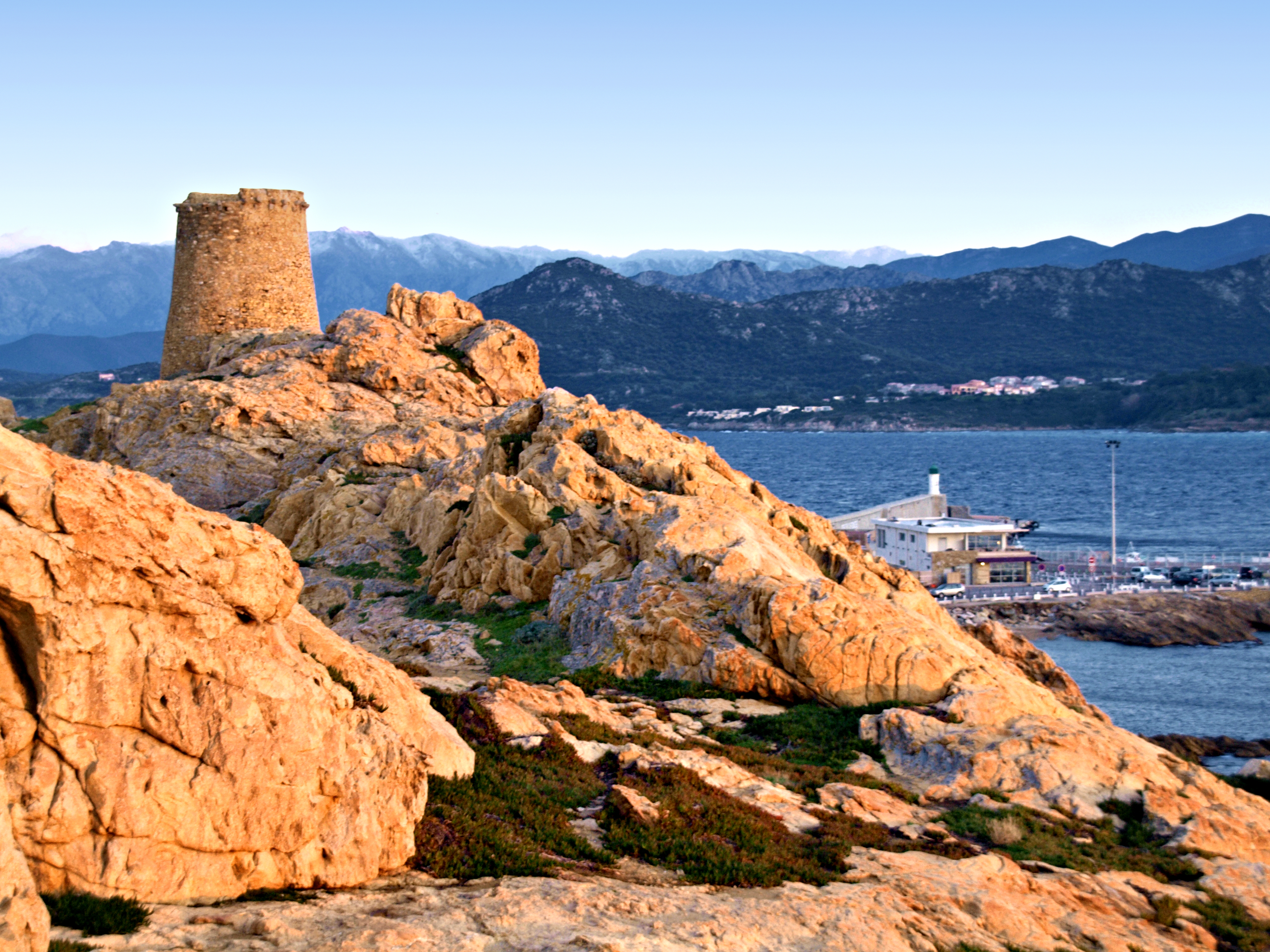
Tour génoise de la Pietra.

La tour génoise est construite en 1530 sur l'île de la Pietra, le plus grand des îlots rocheux de porphyre rouge du petit archipel. En bon état, elle est accessible par la route menant au phare de la Pietra, un accès réservé aux seules personnes autorisées. Elle est un symbole de la ville.

#### Tour de Scalo
La tour de Scalo (Scalu) qui se trouve sur l'actuelle place de la Mairie restaurée en 2012, a été construite vers 1575 par les Génois. Au XVIIIe siècle elle devient la Tour des Fabiani (les Fabiani étaient une des principales familles de Santa-Reparata propriétaire du site où elle possédait magazini (entrepôts) et botteghe (boutiques)). La tour était censée protéger leurs biens. Elle a servi à entreposer du sel qui arrivait des salines provençales. Le sel permettait alors de percevoir une recette fiscale importante : la gabelle. Auparavant le 5 avril 1731, la tour fut prise par les Corses en révolte contre Gênes. Paoli la fit consolider pour protéger le Palazzu. Mais la tour sera prise par les troupes françaises. Le 25 mai 1769 D'Arcambal prend définitivement possession de l'Île-Rousse. La tour est réquisitionnée et devient la poudrière de la place militaire.
Le 2 août 1778, la foudre frappe la tour-poudrière et provoque une gigantesque explosion, détruisant une partie du quartier. L'abbé Don Antonio Orticoni, ancien aumônier militaire, écrit dans ses mémoires : « cinq hommes et une femme sont décédés, sans compter les nombreux blessés ». La tour fut reconstruite, réduite de deux mètres, pour servir à nouveau de poudrière.
En 1900, les bâtiments militaires sont rachetés par la municipalité. En 1943, la tour sert peu de temps de prison pour des détenus soupçonnés de collaboration. Plus tard, elle a servi de salle d'exposition de vestiges découverts lors de fouilles archéologiques sous-marines.
Les gabelous avaient leur poste dans l'ancienne caserne voisine (aujourd'hui la mairie) ainsi qu'un poste-abri au fond de la petite crique sous le phare de la Pietra. Cette construction était signalée il n'y a pas si longtemps encore sur les cartes d'état-major.

#### Ancienne caserne, actuelle mairie

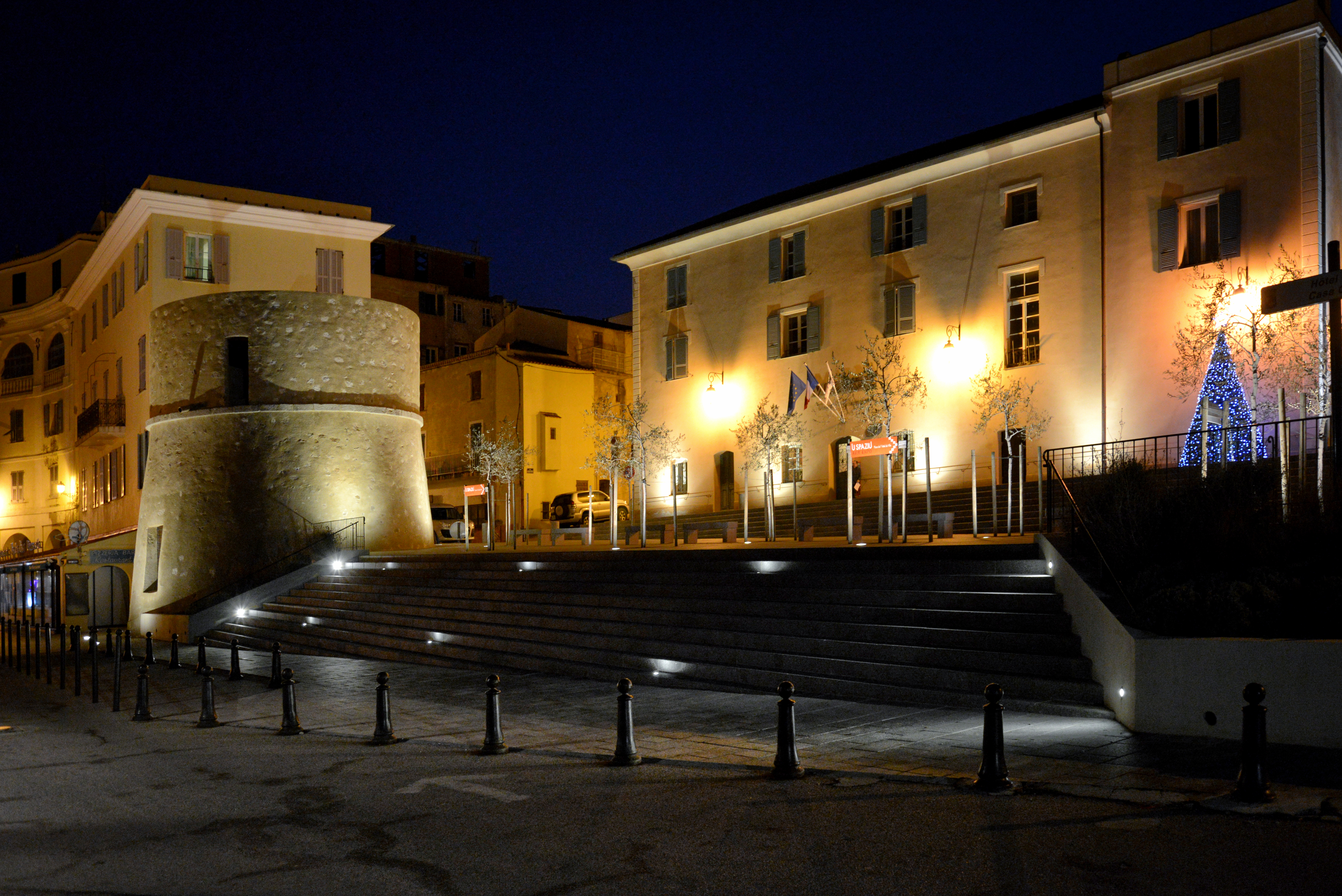
Tour de Scalo et Mairie.

Le bâtiment militaire a été construit dès 1765, en même temps qu'un petit port (l'actuel môle des pêcheurs), à l'initiative de Pascal Paoli qui avait fait fortifier Scalo, l'actuelle vieille ville. L'île passant sous administration militaire française en 1768, cette caserne s'appelait « Vaux », en l'honneur du comte de Vaux qui avait en 1769 terminé la conquête de la Corse. Pour la même raison, L'Île-Rousse a même porté éphémèrement le nom de « Ville de Vaux ».
La caserne a servi à abriter diverses garnisons, corses, génoises et françaises. Elle abrita les services de l'administration des douanes jusqu'à la fin du XXe siècle quand est fermée la recette des Douanes dans le cadre d'une réorganisation des services. Le bâtiment restauré depuis, est devenu l'actuelle mairie. Ses abords, esplanade et terre-pleins, ont été réaménagés, en même temps que la tour de Scalo qui a été restaurée.

#### Place Paoli
La place Paoli fut créée en 1834 hors de la seconde enceinte de la ville, devenue depuis le cœur de la cité. S'y dresse le buste de Pascal Paoli, fondateur de la ville.

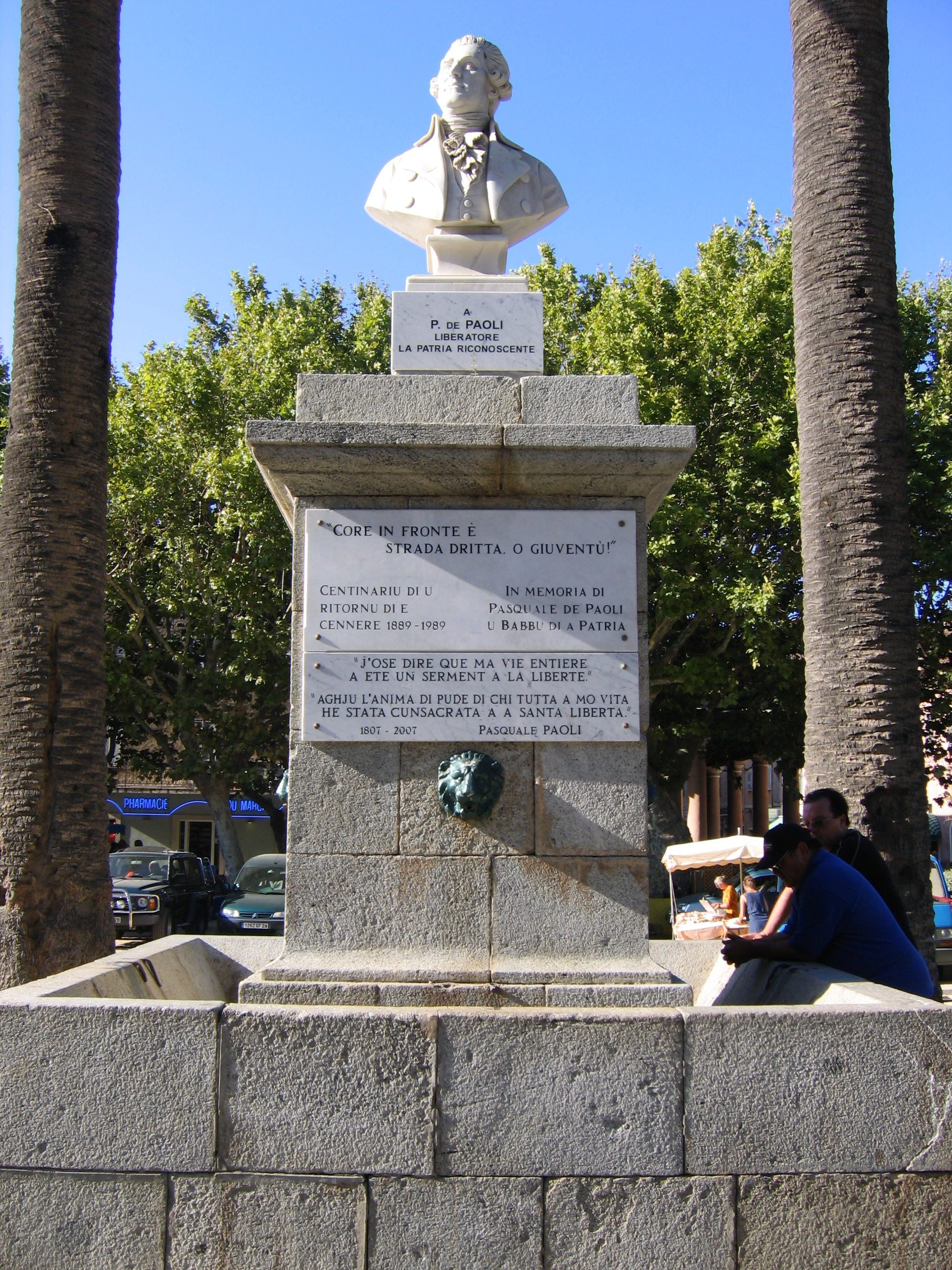
Buste de Pascal Paoli sur la grande place de L'Île-Rousse.
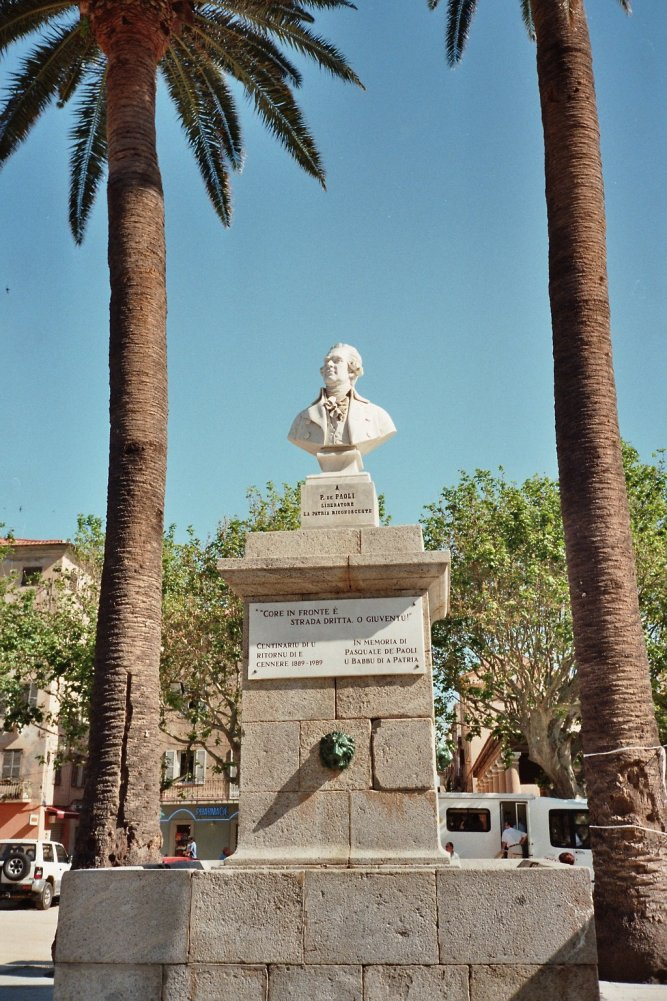
Monument à l'honneur de Pascal Paoli à L'Île-Rousse.
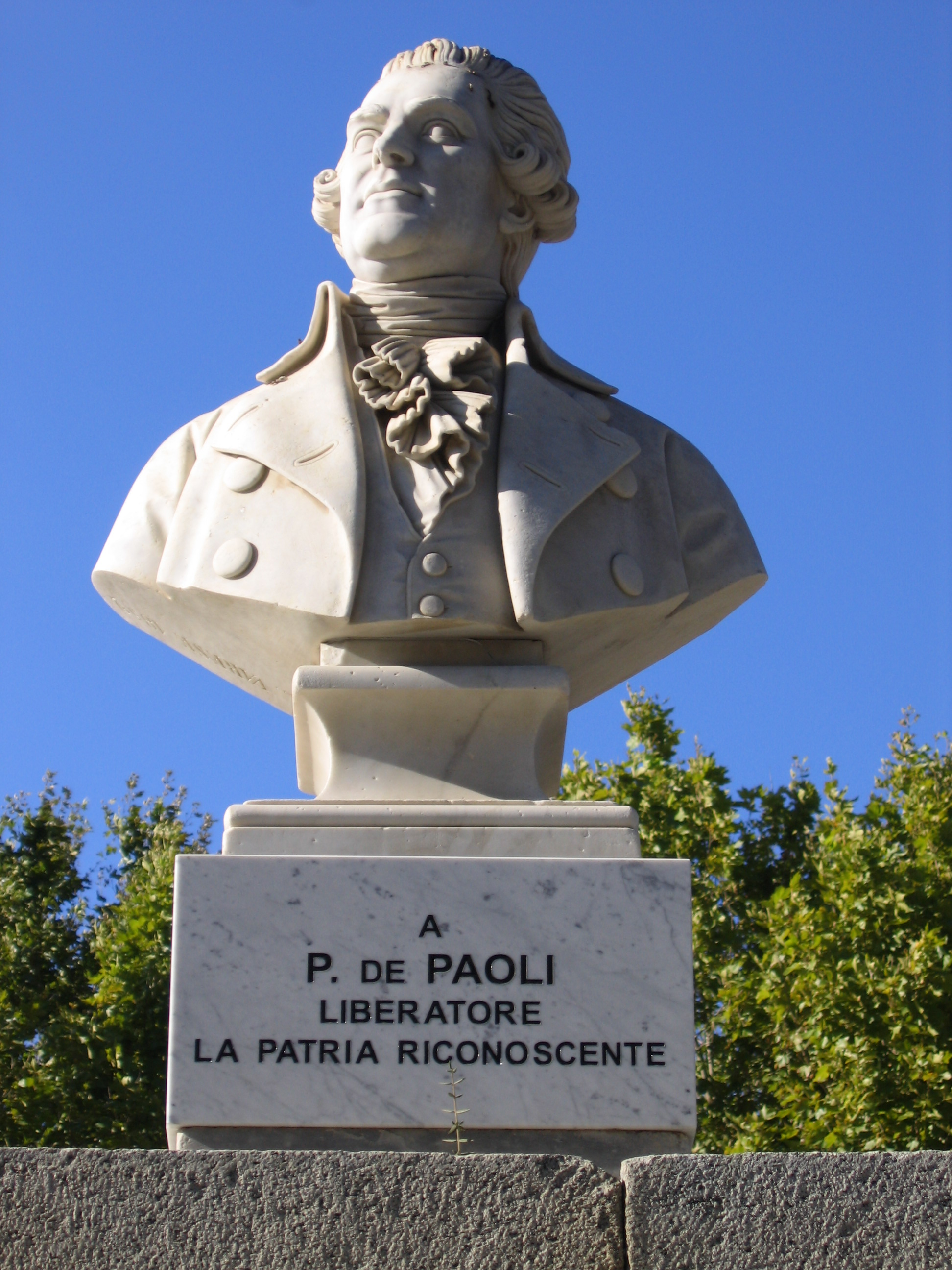
Détail du buste de Pascal Paoli.
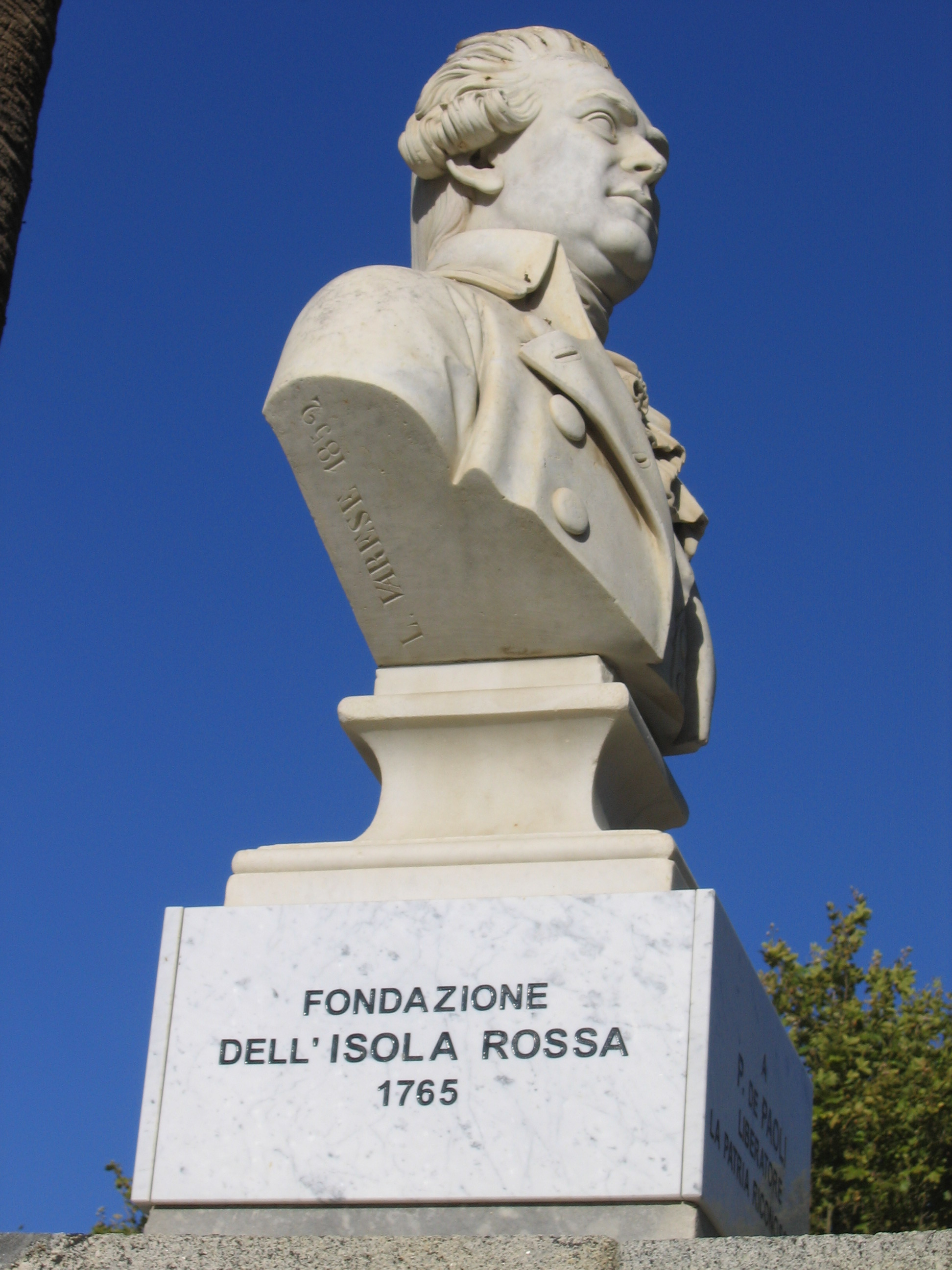
Détail du buste de Pascal Paoli (gauche).

#### Autres lieux et monuments
- La Baigneuse place Paoli. La sculpture qui y est élevée, est l'œuvre d'Antoniucci Voltigero dit Volti 1915-1989).
- La Sirène de L'Île-Rousse au Scalu. La sculpture de bronze fondue à la cire perdue représente une sirène réalisée par Gabriel Diana, sculpteur contemporain. Depuis le mois d'octobre 2016, elle trône sur un rocher à quelques mètres du rivage au bout du quai d'Orléans réhabilité en même temps que le môle au lieu-dit « U Scalu ».
- Le moulin à vent ruiné construit en 1803 destiné à moudre le blé témoigne des activités agricoles d'antan en Balagne.
- Le couvent des Filles de Marie de l'Île-Rousse.

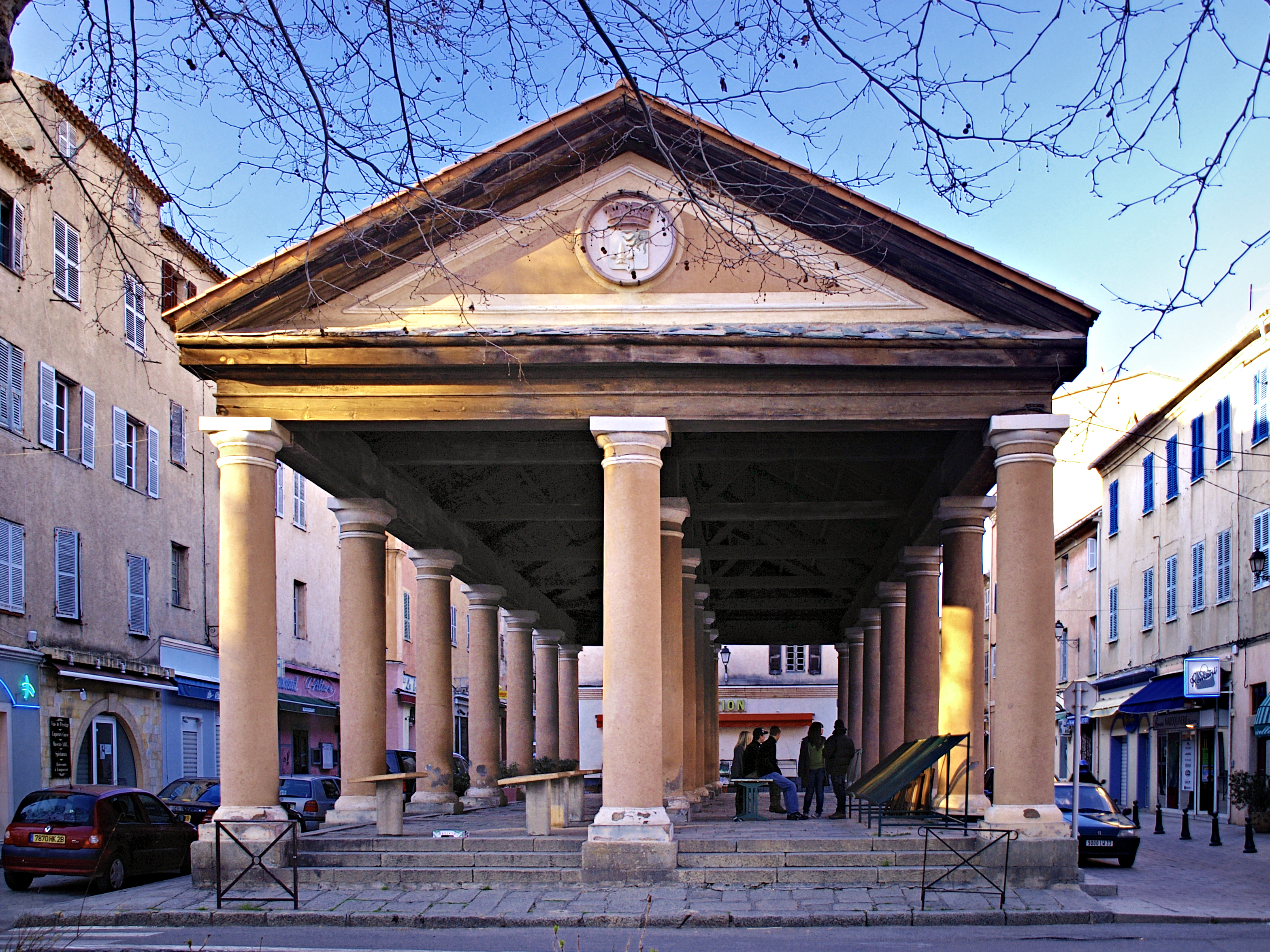
Halle du marché couvert.
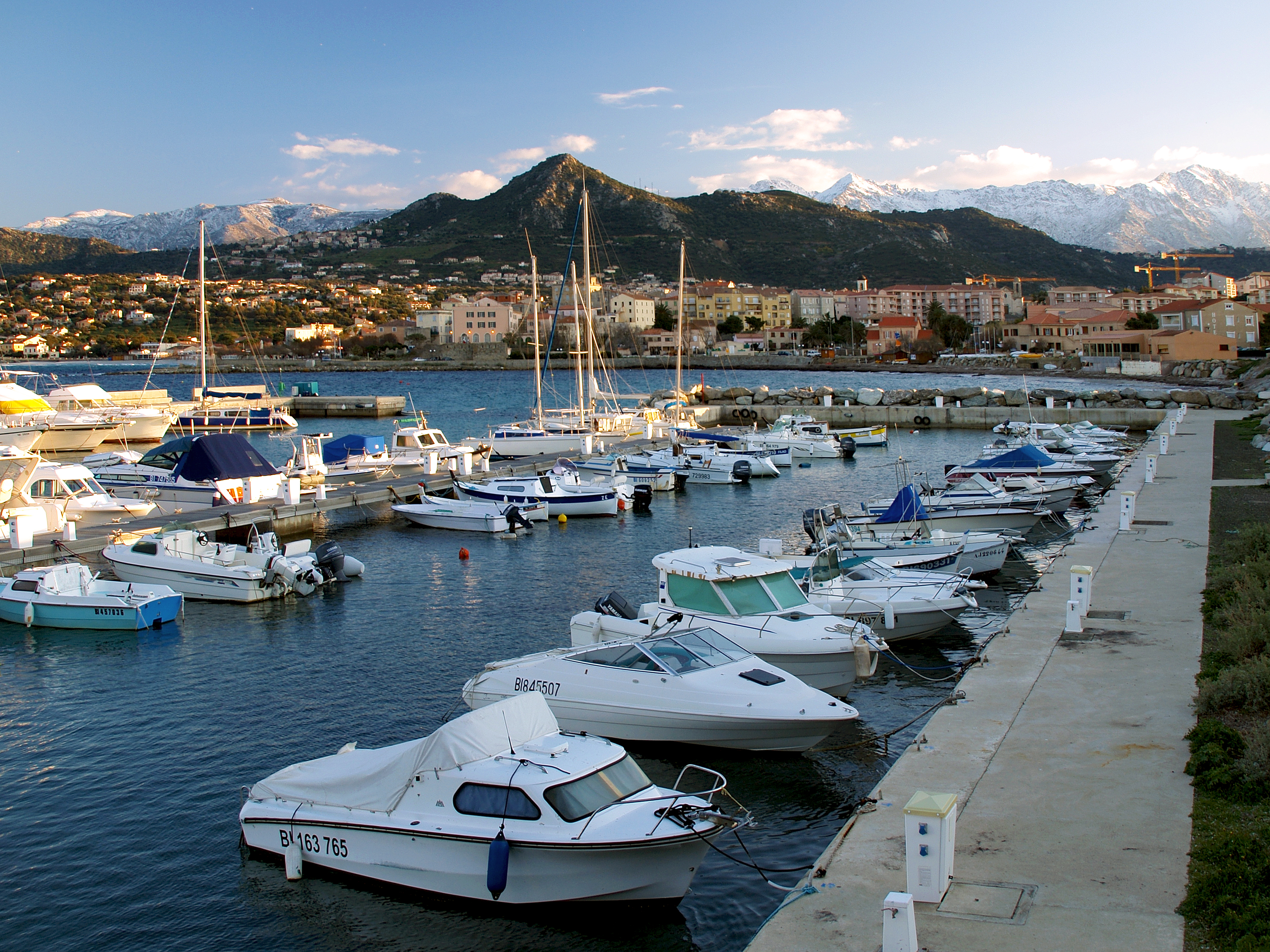
La marina de plaisance.
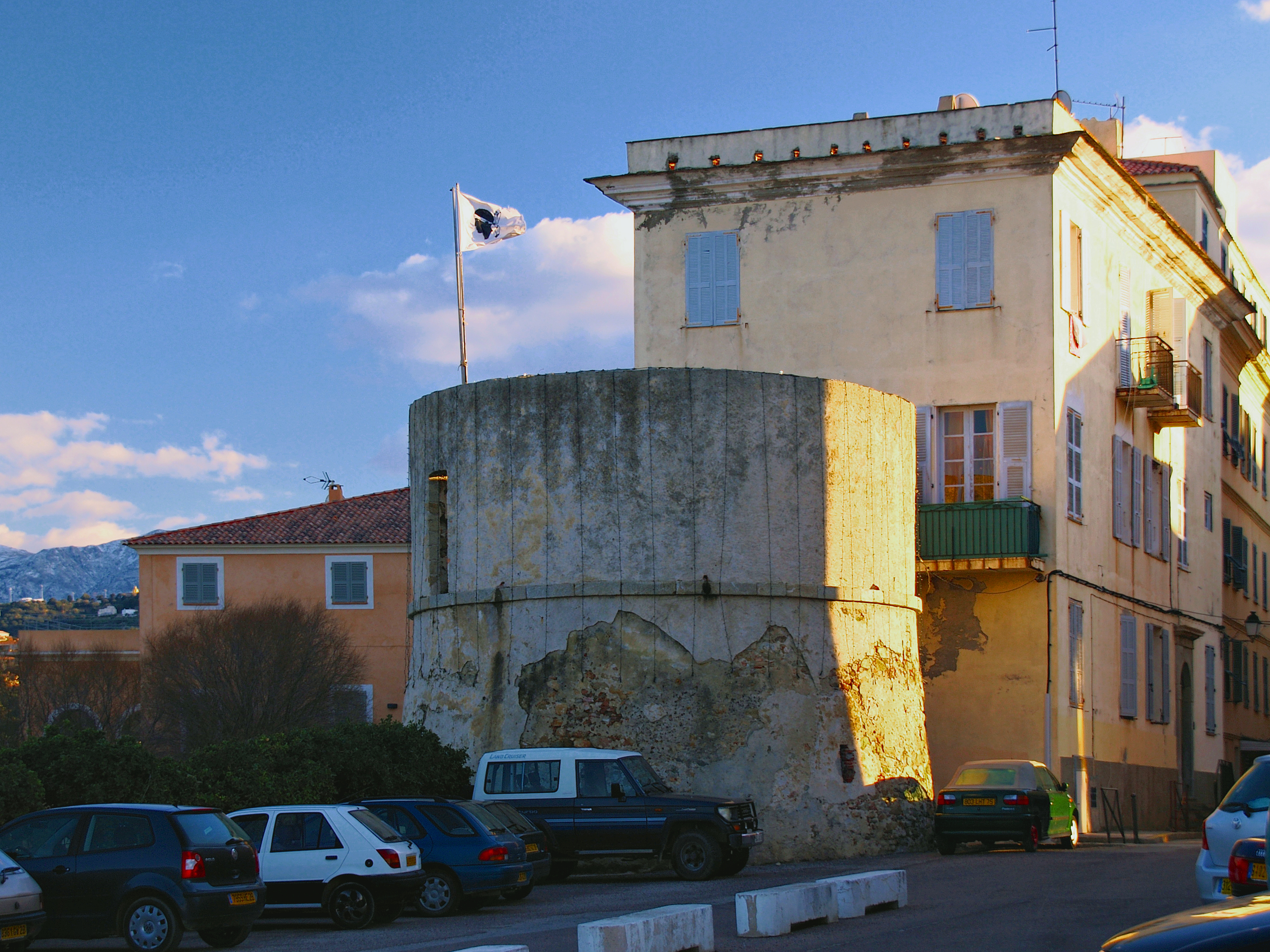
La tour du sel.
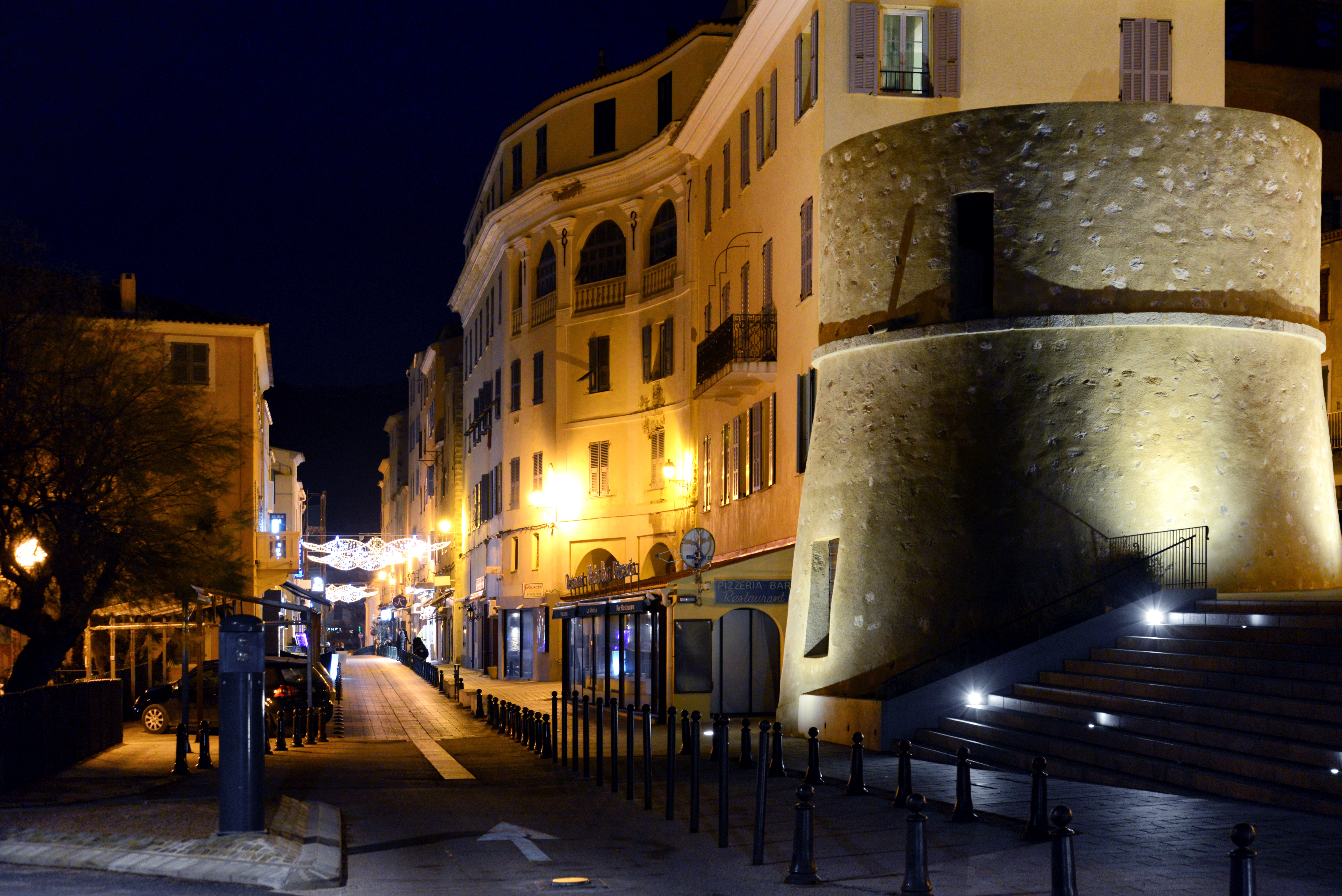
Tour de Scalo et rue Notre-Dame.
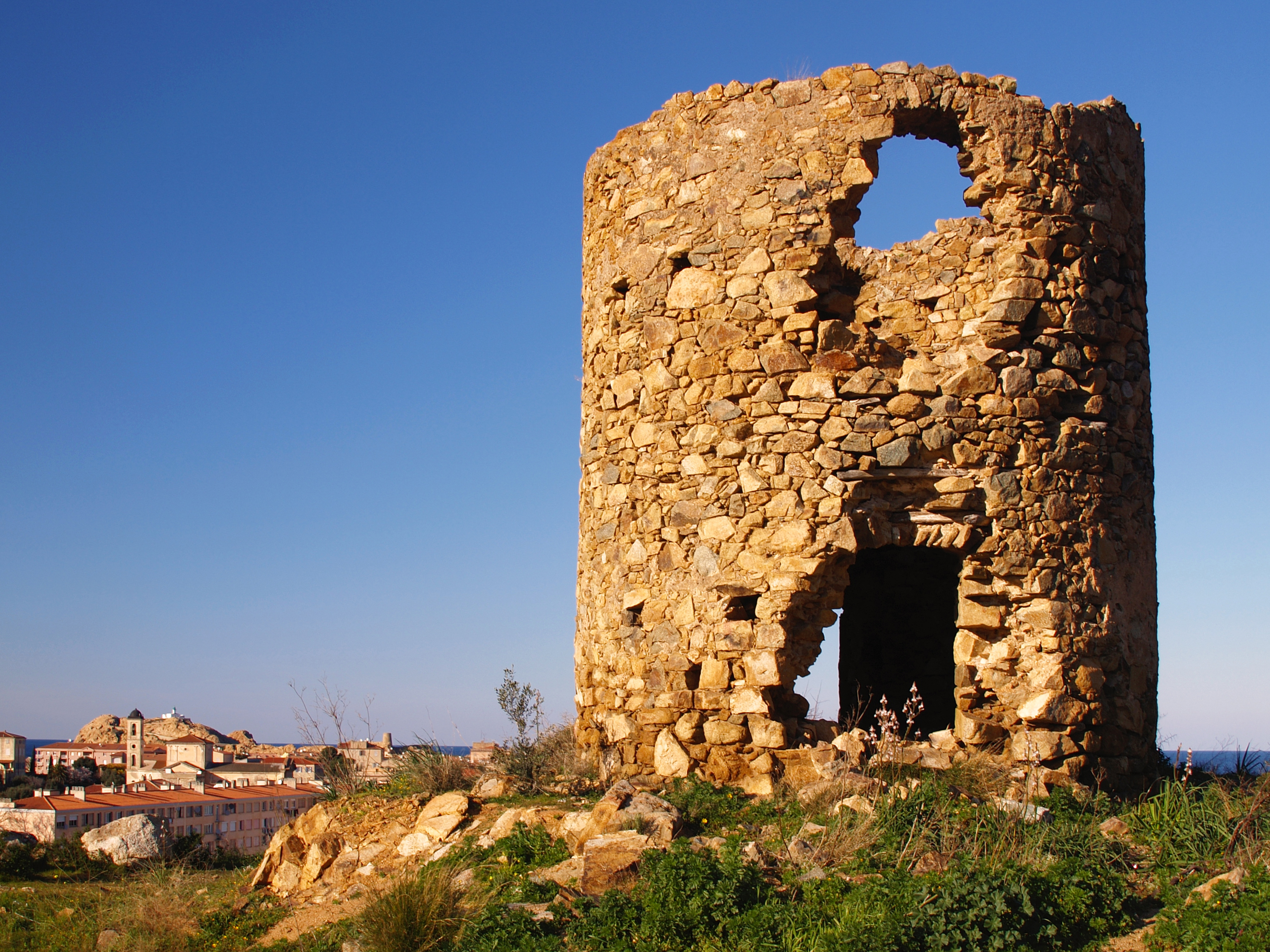
L'ancien moulin à vent en ruine.

#### Église de l’Immaculée-Conception-de-Marie
L'église paroissiale dédiée à l'Immaculée-Conception-de-Marie, dressée au centre-ville et dominant la place Paoli, a été inaugurée en 1893. Elle fut détruite partiellement par un incendie en 1914. Elle a été reconstruite en 1935.
L'église renferme deux tableaux, toiles provenant vraisemblablement de la collection Fesch, propriété de la commune, classés monument Historique :
- tableau La tentation du Christ, du XVIIe siècle[36] ;
- tableau Saint Jérôme, du XVIIe siècle[37].

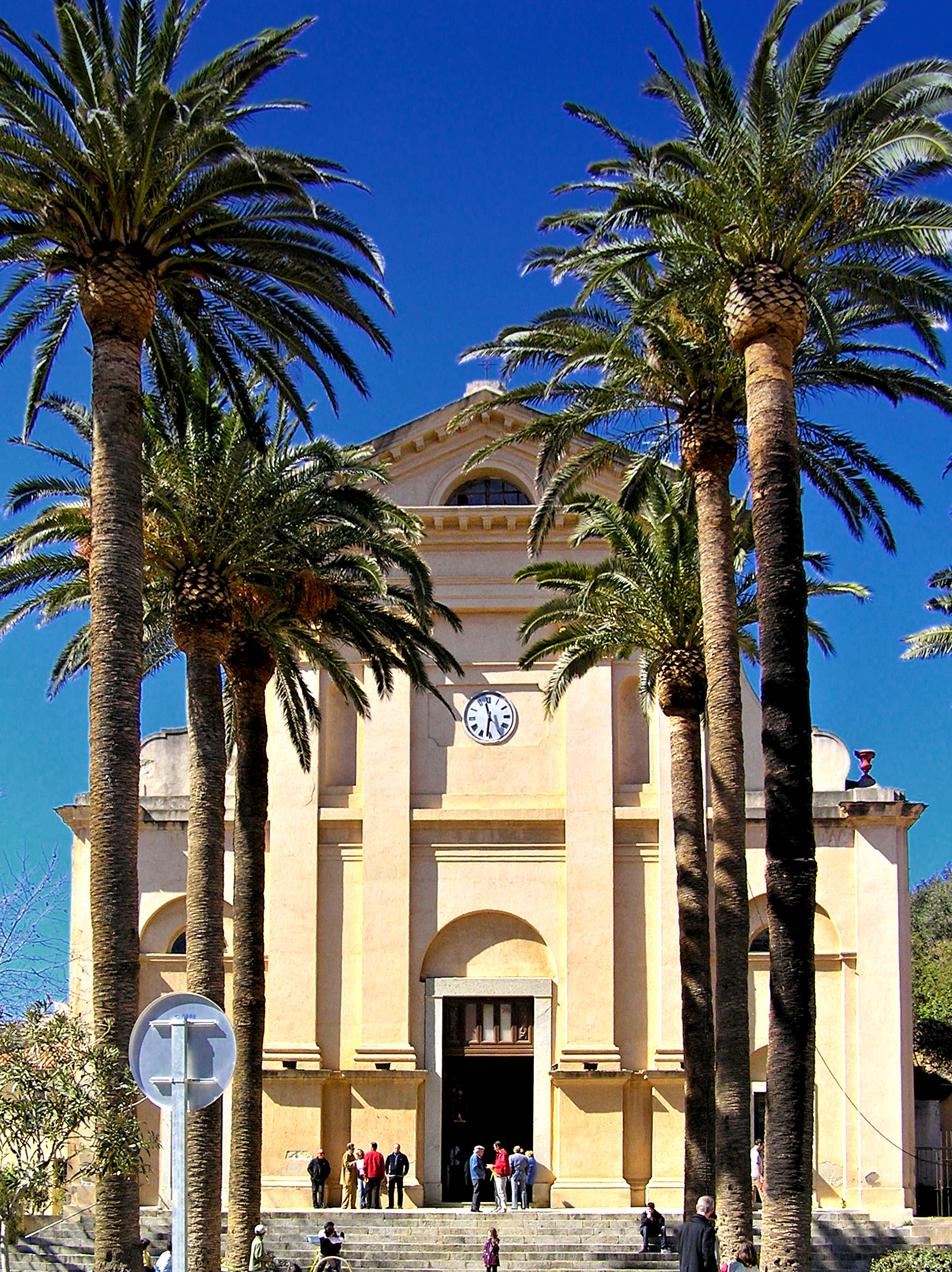
L'église paroissiale.
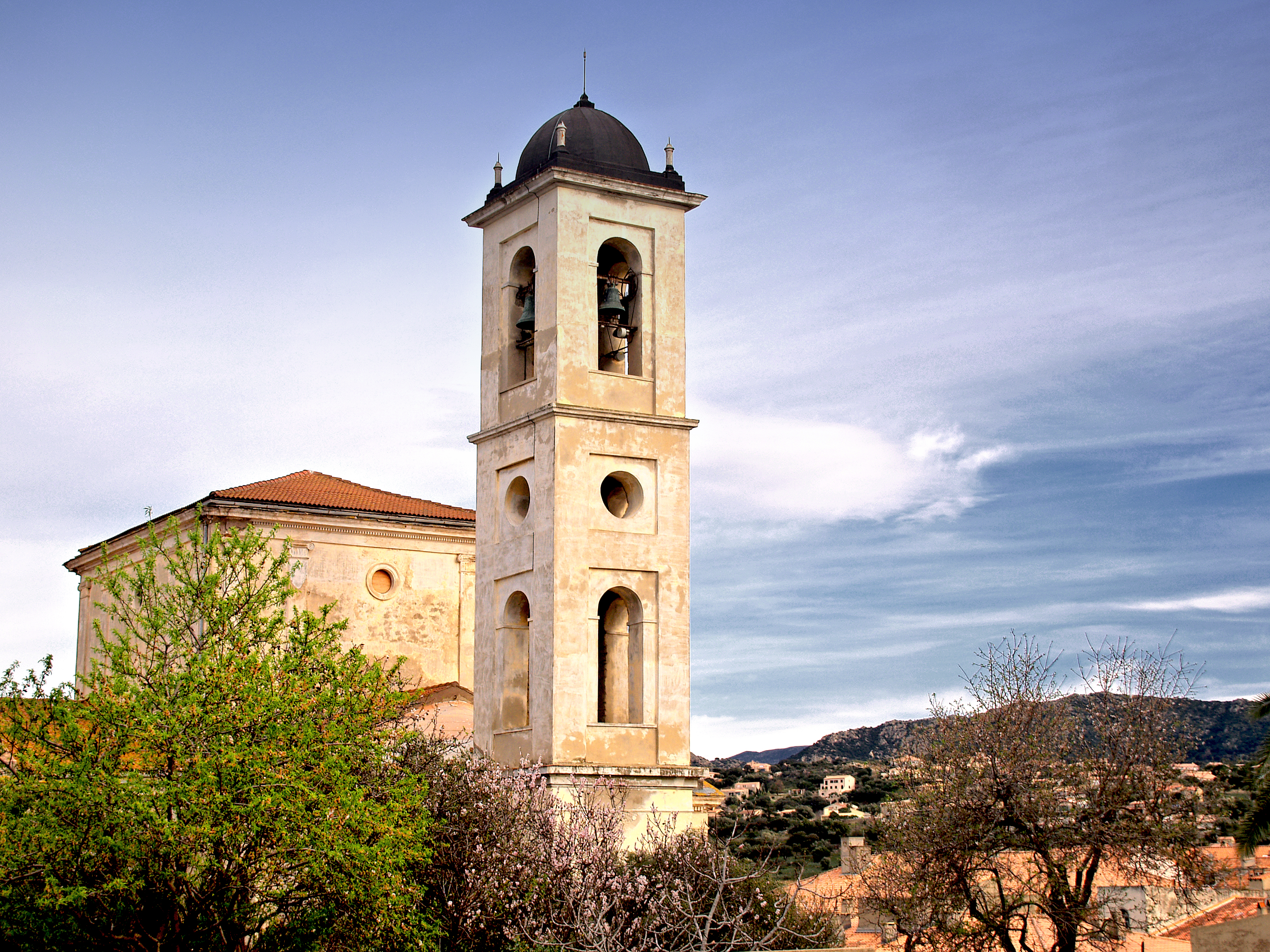
Clocher de l'église paroissiale.

#### Église de la Miséricorde
L’église de la Miséricorde (dite « du Couvent »), se situe à l'est de l'église de L’Immaculée-Conception-de-Marie. Elle a été restaurée en 2010-2011.

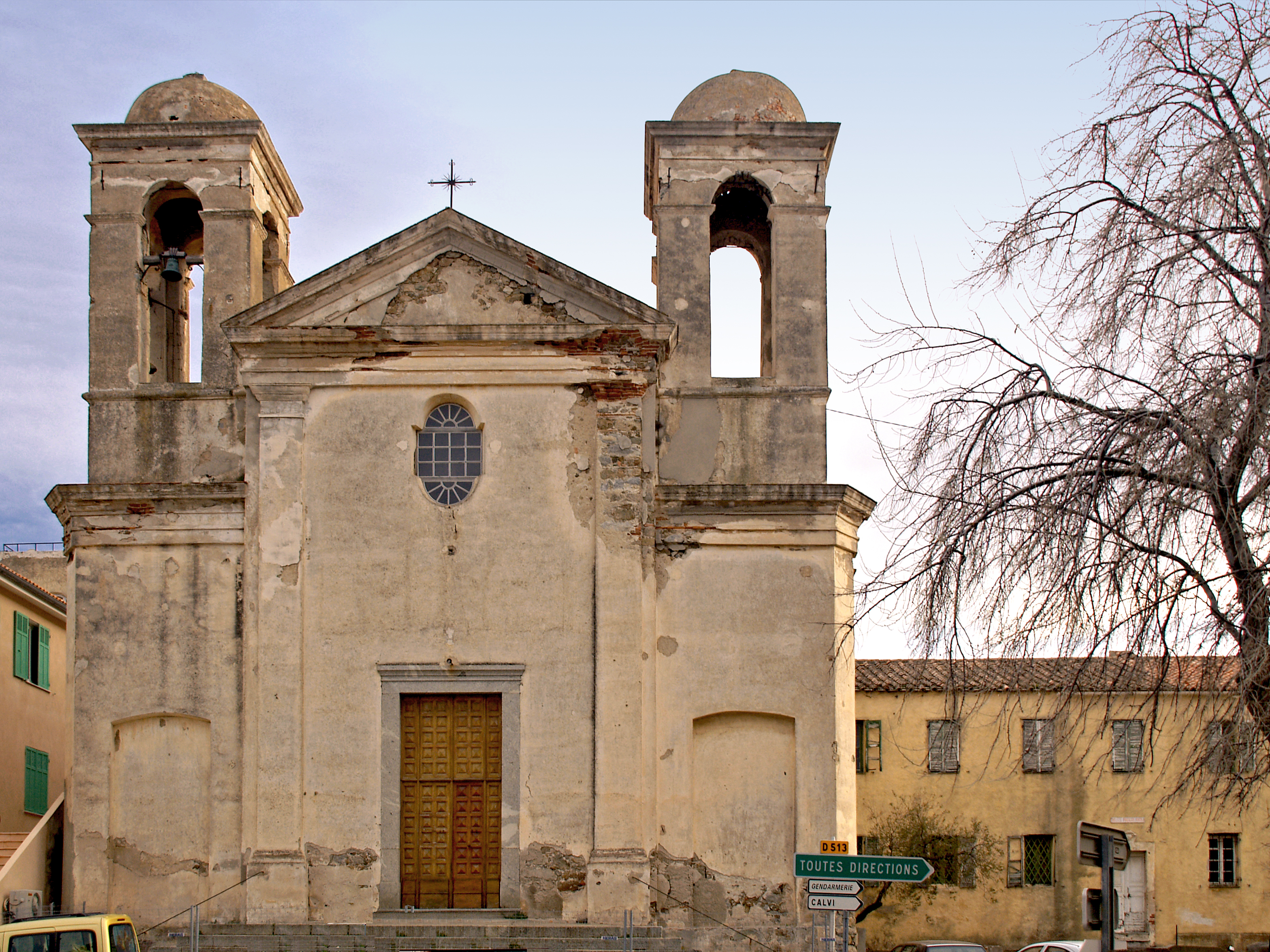
Église Notre-Dame-de-la-Miséricorde (du couvent) avant restauration.
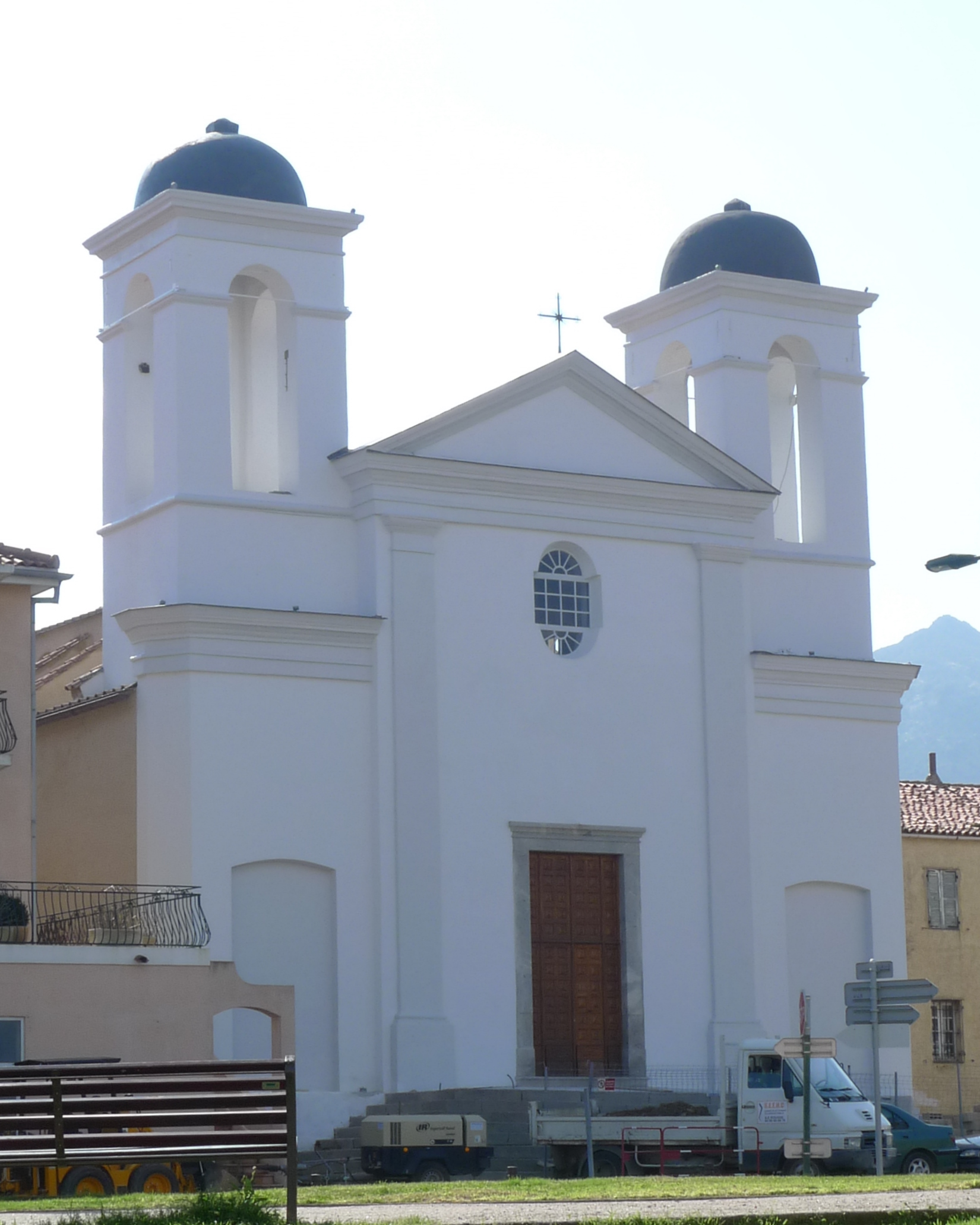
Église Notre-Dame-de-la- Miséricorde (du couvent) restaurée en 2011.

### Patrimoine culturel
La politique culturelle de L’Île-Rousse s’organise autour de trois axes prioritaires :
- faire de la culture le pilier du mieux vivre ensemble : soutien aux événements tels que valoriser les sites patrimoniaux et diffuser les connaissances de ces sites par différents moyens de communication (numérique, affichage, guide, etc.) ;
- préserver et développer l’identité corse : valoriser notre patrimoine tant matériel (bâti, mobilier, œuvres, etc.) qu’immatériel (concerts langue corse, chjami è rispondi, artisanat , savoir-faire, traditions, etc.) et développer les échanges notamment avec les pays du Bassin méditerranéen ;
- soutenir la création et impulser une dynamique inter-associative dans la modernité et le développement durable : par le soutien aux créateurs (audiovisuel, numérique), aux artistes (musiciens, chanteurs, peintres, artisans), la promotion de l’usage de la langue corse comme langue artistique dans toutes les disciplines, par l’élaboration de projets inter-associatifs autour de la figure emblématique de Pascal Paoli.

Le tissu associatif en ce domaine est riche et se consacre à la création artistique (danse, musique, recherches), ainsi qu'à la valorisation de la figure emblématique de Pascal Paoli.
Les équipements culturels municipaux (U Spaziu, A Casa Lisulana, extérieurs) sont consacrés à l'expression artistique, à l'organisation de conférences, à la danse et à la musique.
Les événements tels que A Fiera di Lisula (premier week-end d'octobre), I Scontri di u libru (début juillet), les nocturnes de l’art (saison estivale), la course des garçons de café (fin août), le marché de Noël viennent enrichir le panel des nombreuses activités offertes par les associations et la Mairie.

#### Phare de la Pietra
Le phare de la Piétra aussi appelé « Phare de L'Île-Rousse » (Établissement de signalisation maritime no 1632/000), date de 1857 ; il est repris à l'inventaire général du patrimoine culturel.

#### Jardin de l'hôtel Napoléon Bonaparte

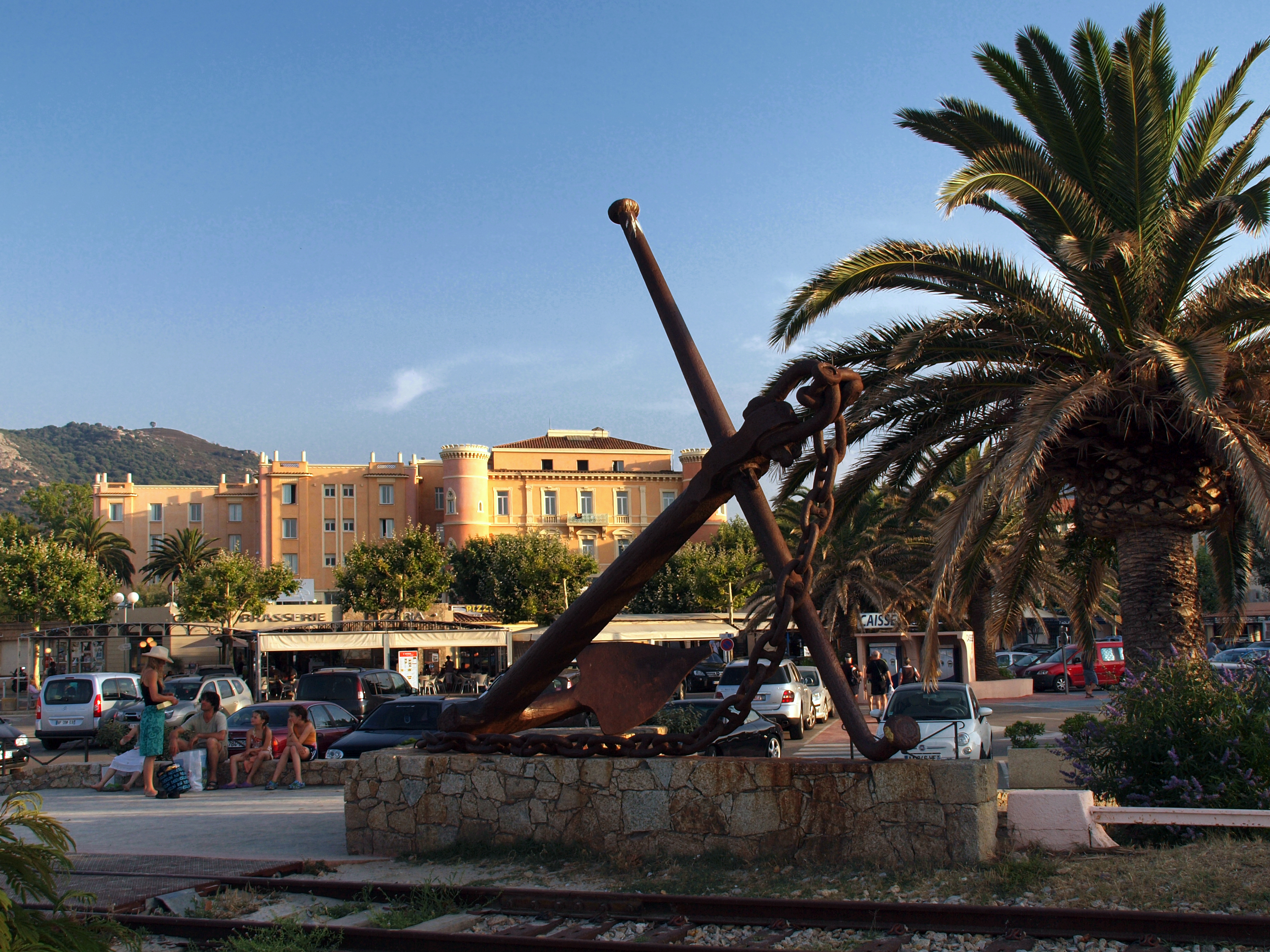
L'hôtel Napoléon Bonaparte.

Le jardin de l'hôtel Napoléon Bonaparte - place Paoli, propriété privée, est repris à l'inventaire général du patrimoine culturel (documentation préalable).

### Patrimoine naturel
L'Île-Rousse n'est pas concernée par des espaces protégés et gérés, ZNIEFF ou Natura 2000, inscrits à l'inventaire national du patrimoine naturel.

### Personnalités liées à la commune
- Pascal Paoli
- Fernand Léger, le grand peintre cubiste ou « tubiste », le « normand planétaire », a séjourné dans la ville[40].
- Jean-Noël Savelli, capitaine de frégate. Son nom a été donné à une rue de L'Île-Rousse.
- les frères Arena : Barthélemy Aréna, député de la Corse, fut membre de deux assemblées révolutionnaires (Assemblée législative puis conseil des Cinq-Cents dont il fut président de chambre) et Joseph Antoine Aréna, militaire, lui aussi député de la Corse au Conseil des Cinq-Cents.
- Pierre Pasquini, ancien maire et ancien ministre.
- Gregorio Salvini, originaire de Nessa (1696-1789), abbé. Il débarqua à L'Île-Rousse par deux fois (mai et juillet 1736), des armes et munitions pour Théodore de Neuhoff, roi de Corse. Il sera député par la Balagne occidentale.

### Héraldique
| Blason de Île-Rousse (L') | Blason  | D'azur à la fleur de lys d'or, accompagnée d'un soleil du même mouvant du canton dextre du chef. |
| Blason de Île-Rousse (L') | Détails | Le statut officiel du blason reste à déterminer.                                                 |